# Opposition au mariage homosexuel et à l'homoparentalité en France
L’opposition au mariage homosexuel et à l'homoparentalité en France est constituée par l'ensemble des mouvements associatifs, politiques et religieux refusant l'ouverture du mariage civil aux couples de personnes de même sexe et l'adoption par ces mêmes couples. Cette opposition se manifeste notamment à partir du 15 août 2012, peu avant que le projet de loi « mariage pour tous », qui élargit le mariage et l'adoption aux couples de même sexe en France, ne soit présenté et ne devienne après un vote du Parlement une loi promulguée de la République le 17 mai 2013. Au premier plan de ces mouvements, le collectif « La Manif pour tous », alors représenté par la militante catholique Frigide Barjot, organise, du 17 novembre 2012 au 26 mai 2013, des manifestations de grande ampleur contre cette mesure.
Les groupes opposés au mariage homosexuel contestent notamment la modification du Code civil, par la suppression des termes « père / mère » au profit des termes « parent 1 / parent 2 » et, s'agissant de la filiation, la remise en cause d'un « droit » pour un enfant d'avoir un père et une mère. Cependant, un tel droit n'est consacré ni en droit français, ni en droit international, et l'adoption en tant que célibataire est autorisée depuis 1966 par l'article 343-1 du Code civil et ouverte aussi bien aux hétérosexuels qu'aux homosexuels. D'autre part, le texte de loi prévoit uniquement des modifications ponctuelles du terme « père et mère » par « parents », sans retirer les termes « père / mère » du reste du Code civil, et sans y introduire les termes « parent 1 / parent 2 ».
L'opposition porte également sur deux mesures ne figurant pas dans le texte de loi mais qui en seraient, selon la plupart des opposants, des conséquences « inéluctables » : l'ouverture aux couples de femmes de la procréation médicalement assistée (PMA) et l'ouverture aux couples homosexuels de la gestation pour autrui (GPA). La plupart des représentants institutionnels des religions monothéistes établies se montrent opposés au mariage homosexuel, appelant au retrait du projet de loi. De nombreuses personnalités politiques de droite et d'extrême droite, ainsi que quelques personnalités de gauche, s'y opposent.
Les premières manifestations se déroulent le 17 novembre 2012 pour La Manif pour tous, le 18 novembre pour Civitas, mouvement catholique traditionaliste, puis le 8 décembre dans différentes villes de France. Le 13 janvier, une manifestation nationale de La Manif pour tous regroupe à Paris entre 340 000 (chiffre police) et 1 000 000 personnes (chiffre organisateurs). Le 24 mars, une seconde manifestation nationale rassemble entre 300 000 (chiffre police) et 1,4 million (chiffre organisateurs) de manifestants. Le 21 avril, une manifestation parisienne, deux jours avant le vote de la loi à l'Assemblée nationale, rassemble entre 45 000 et 270 000 personnes selon les sources. Un dernier rassemblement national, au cours duquel entre 150 000 et 1 000 000 de personnes défilent, a lieu le 26 mai 2013, peu après la promulgation de la loi.
Le 2 février 2014, une quatrième manifestation nationale du collectif La Manif pour tous à Paris rassemblant entre 80 000 et 500 000 personnes et à Lyon entre 20 000 et 40 000 personnes.
Selon plusieurs sources, la loi autorisant le mariage et l'adoption aux personnes de même sexe a fait l'objet d'une plus virulente opposition en France que dans les six autres pays européens ayant déjà adopté une loi similaire au printemps 2013,,.

## Origine et revendications
L'opposition à cette évolution de la loi indique que lors du débat sur le PACS en 1998-1999, il n'était pas question que le mariage et l'adoption soient ouverts pour les couples de même sexe, citant notamment les propos d'Élisabeth Guigou à l'Assemblée nationale,.

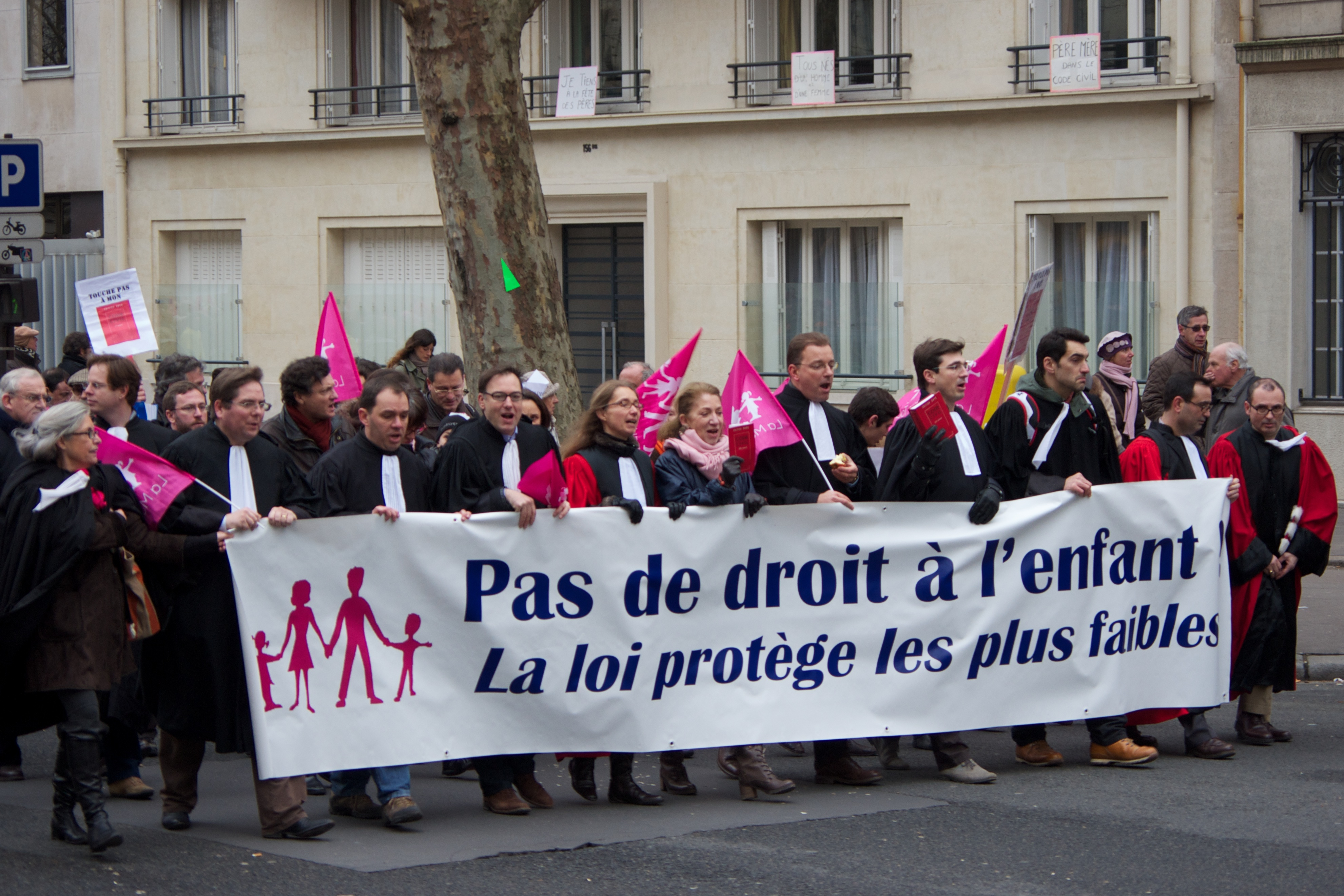
Avocats mobilisés contre le mariage homosexuel lors de la « Manif pour tous » le 13 janvier 2013.

Durant l'élection présidentielle de 2007, la philosophe Sylviane Agacinski avait estimé que la question du mariage homosexuel était indissociable de la question de l’homoparentalité. Elle posait notamment la question de « savoir si l'institution du mariage et de la filiation devait continuer à inscrire chacun dans l'ordre d'une humanité elle-même sexuée, ou bien si l'on voulait briser ce modèle dans lequel s'articulaient la génération, la différence des sexes et celle des générations ».
L'ouverture du mariage aux couples homosexuels fait partie des promesses de campagne de François Hollande lors de l’élection présidentielle de 2012. Le projet de loi, dit de « Mariage pour tous », présenté à l'automne 2012 prévoit l'élargissement du mariage aux couples du même sexe, et, de ce fait leur ouvre l'adoption.
La légalisation de la procréation médicalement assistée (PMA) pour les couples de même sexe, d'abord écartée, a été envisagée par le biais d'un amendement parlementaire déposé par le groupe socialiste puis, quatre jours avant la manifestation du 13 janvier, son examen éventuel a été reporté à un projet de loi sur la famille, qui devait être débattu avant la fin de l'année 2013,, après avis du Comité consultatif national d'éthique, mais qui a depuis été reporté.
Le 15 août 2012 pour la fête de l'Assomption, Mgr André Vingt-Trois, président de la conférence des évêques de France, adresse une lettre à tous les diocèses incitant à prier dans toutes les paroisses pour la famille, composée d'un homme et d'une femme.
Les principales revendications des opposants concernent l'altérité dans le mariage civil et la parentalité (qui en découle).
Ces personnes sont opposées entre autres à :
- la parentalité sociale par adoption, au lieu de la parentalité biologique[17] ;
- le « droit à l'enfant » au détriment des droits de l'enfant. Pour les opposants, la logique du « mariage pour tous » conduit à passer du droit de l'enfant à avoir deux parents de sexes différents à un droit à l'enfant (absence d'altérité parentale) ;
- la procréation médicalement assistée (PMA) ;
- la gestation pour autrui (GPA)
- l'imposition de la « théorie du genre »[18]

Elles ont également demandé la tenue d'un référendum pour le vote du projet de loi du mariage pour tous. La non-prise en compte de cette demande, ainsi que le rejet (sanctionné par le Tribunal Administratif) de la pétition faite au CESE qui a récolté plus de 700 000 signatures, ont contribué à affermir leur mouvement,.

## Aspects procéduraux

### Demande de référendum
Dans les premiers jours de janvier, plusieurs députés UMP lancent l'idée d'un référendum. Cette demande est interprétée comme une instrumentalisation de la Constitution à des fins politiques par le professeur de droit constitutionnel Pascal Jan, qui explique le 8 janvier pourquoi une telle procédure est impossible.
La veille de la manifestation du 13 janvier 2013, 115 parlementaires (UMP et RUMP, ainsi que trois UDI) signent un appel demandant au président de la République de lancer un référendum sur le sujet, bien que la garde des sceaux les ait informés du caractère anticonstitutionnel d'une telle procédure. Un sondage commandité par Valeurs actuelles affirmait que 69 % des Français seraient favorables à un référendum sur « le projet de loi autorisant le mariage et l'adoption pour les couples homosexuels ».
Les porte-parole de « La Manif pour tous » demandent le 13 janvier à être reçus par le Président de la République pour faire part de leur opposition au texte et pour eux aussi demander l'organisation d'un référendum, en promettant d'organiser de nouvelles manifestations pour soutenir cette idée.
Le 16 janvier, à l'Assemblée nationale, les députés de l'UMP réitèrent cette demande, rejoints par le FN. Christiane Taubira leur rappelle qu'il ne peut pas y avoir de référendum sur la question, dans la mesure où celui-ci n'entre pas dans les matières sujettes à référendum selon l'article 11 de la constitution. Le lendemain, lors de la présentation de ses vœux aux parlementaires, François Hollande confirme cette position et indique son intention de respecter ses promesses électorales.
Le 21 janvier, le cabinet de François Hollande annonce qu'il recevra une délégation du collectif, menée par Frigide Barjot, accompagnée de Laurence Tcheng et de Jean-Pier Delaume-Myard, le 25 janvier 2013, tout en relevant qu'il n'entend pas changer le fond du texte.

### Pétition au Conseil économique, social et environnemental
Le 15 février 2013, une pétition signée par plus de 700 000 personnes est déposée auprès du Conseil économique, social et environnemental (CESE), sur la question du mariage pour tous, et ses conséquences.
Le CESE, après que son président a consulté Matignon pour l'éclairer sur les pouvoirs du bureau du CESE et reçu une réponse détaillée, a déclaré irrecevable la pétition sur le fond. Bien que la saisine soit valable sur la forme (la saisine n'est possible qu'à partir de 500 000 pétitionnaires), une saisine portant sur un projet de loi gouvernemental « relève exclusivement du Premier ministre » et « ne saurait être autorisée par voie de pétition citoyenne », estime le CESE.
Cependant, le mandataire de la pétition, Philippe Brillault (Maire du Chesnay, Conseiller général des Yvelines), jugeant la décision « très politique », dépose un recours devant le tribunal administratif de Paris, le 25 avril 2013. Le 30 juin 2014, le tribunal administratif annule le rejet de la pétition, donnant en partie raison à La Manif pour tous, en confirmant que la pétition était bien effectivement recevable à la date de son dépôt (15 février 2013),, mais rejette la demande d'enjoindre au CESE de la déclarer finalement recevable, car la loi ouvrant le mariage aux couples de personnes de même sexe, promulguée le 17 mai 2013, est déjà entrée en vigueur au moment où il rend sa décision. En plus de voir sa décision annulée, le CESE est condamné à verser la somme de 1 500 euros à Philippe Brillault, au titre de ses frais de justice.

### Procédure parlementaire

#### Première lecture à l'Assemblée nationale
Le 2 février 2013, l'Assemblée nationale adopte le premier article de la proposition de loi dite du « mariage pour tous », avec 249 voix pour et 97 contre, permettant ainsi le mariage aux couples de même sexe.

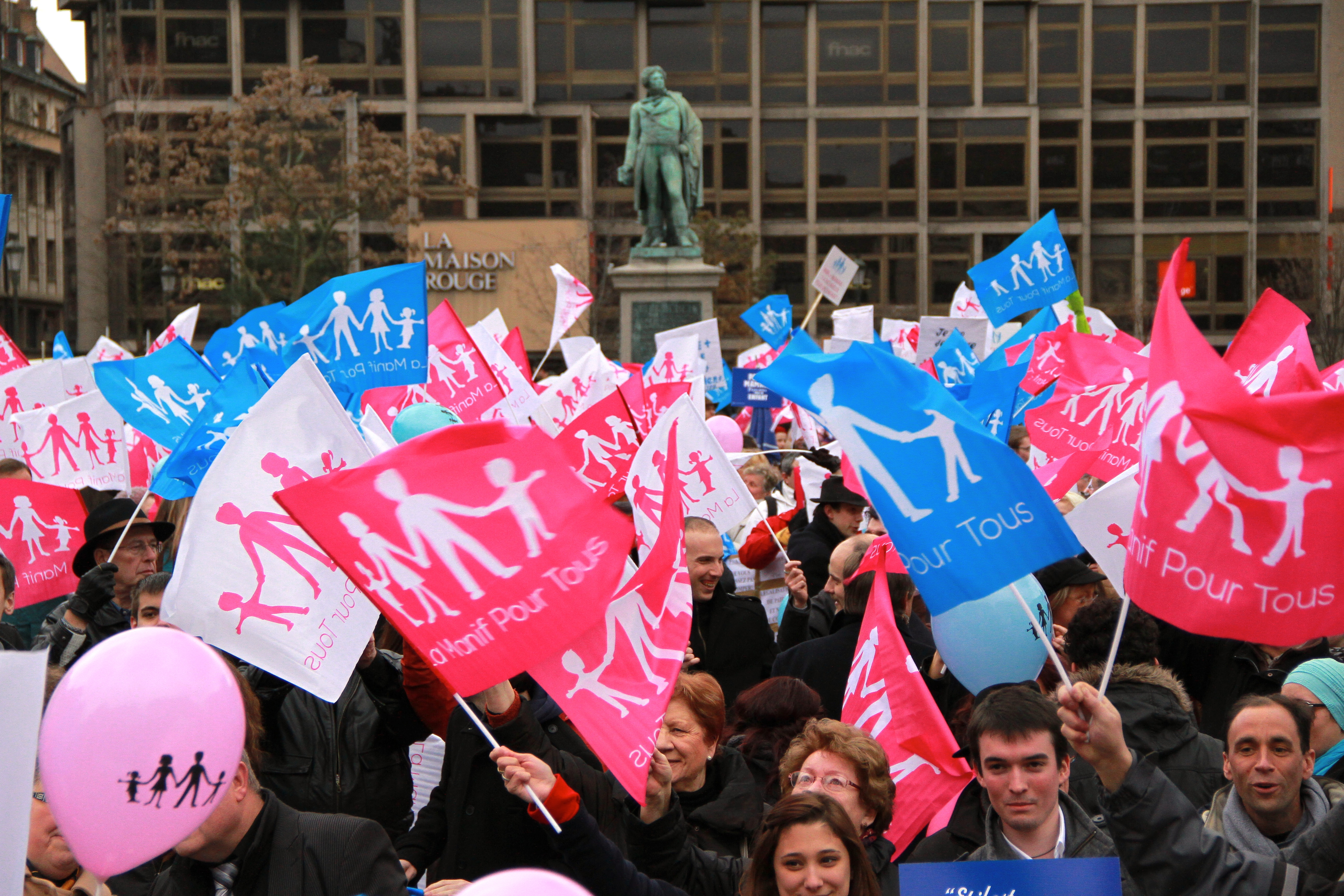
À Strasbourg la manifestation contre le mariage homosexuel du 2 février 2013 réunit un millier de manifestants sur la place Kléber.

Plusieurs dizaines de rassemblements ont lieu dans toute la France, réunissant 80 000 personnes à la suite du vote de l'article.
La loi dans son ensemble, incluant également la possibilité pour les couples de même sexe d'adopter, est votée par l'Assemblée le 12 février 2013 avec 329 voix pour, 229 voix contre et 10 abstentions.

#### Première lecture au Sénat
En commission des lois, le Sénat adopte le texte le 20 mars 2013, par 23 voix contre 21. Le texte issu des travaux de la commission des lois ne modifie pas l'article 1, permettant le mariage entre personnes de même sexe, ainsi que la possibilité pour le couple d'adopter.
Le texte est adopté à main levée le 12 avril 2013. Selon les déclarations d'intention de vote, le projet de loi a été adopté par 171 voix contre 165 et 9 abstentions.

#### Deuxième lecture à l'Assemblée nationale
La procédure législative est ensuite accélérée en faisant examiner le texte en 2e lecture à l'Assemblée nationale la semaine suivante, pour un vote solennel programmé le 23 avril 2013 (un mois avant la date initialement prévue). Des membres de l'opposition parlementaire dénoncent un « sentiment d'affolement et de panique générale ».
Dans la nuit du 18 au 19 avril, dernier jour de discussion de la loi avant son vote définitif, survient un incident de séance. D'après Alain Vidalies, ministre délégué chargé des Relations avec le Parlement, une vingtaine de députés UMP seraient descendus dans les travées pour en venir aux mains avec un haut fonctionnaire (membre de la Direction des Affaires civiles et du Sceau), provoquant une suspension de séance ; une huissière aurait reçu un coup. Les images de l'incident ne sont pas rendues publiques.
Lors du vote de la loi par les députés français, des manifestants se regroupent aux abords de l'Assemblée nationale. En soirée, une fois la manifestation officielle dispersée, plusieurs centaines de personnes provoquent et cherchent l'affrontement avec les forces de l'ordre. Plusieurs journalistes sont molestés par des manifestants,, tandis qu'un commissaire de police est blessé en recevant un pavé sur la tête. Douze manifestants sont interpellés par les forces de l'ordre, le premier procès intervenant le jeudi 25 avril.

#### Décision du Conseil constitutionnel
À la suite du vote le 23 avril 2013 à l'Assemblée nationale, le Conseil constitutionnel est saisi pour se prononcer sur la validité du texte par les opposants.
Par sa décision du 17 mai 2013, le Conseil constitutionnel considère le texte comme conforme à la Constitution, sous réserve « que les dispositions relatives à l'agrément du ou des adoptants, qu'ils soient de sexe différent ou de même sexe, ne sauraient conduire à ce que cet agrément soit délivré sans que l'autorité administrative ait vérifié, dans chaque cas, le respect de l'exigence de conformité de l'adoption à l'intérêt de l'enfant qu'implique le dixième alinéa du Préambule de la Constitution de 1946 ; que, sous cette réserve, les dispositions des articles L. 225-2 et L. 225-17 du code de l'action sociale et des familles ne méconnaissent pas les exigences du dixième alinéa du Préambule de 1946 » (considérant 53 de la décision).

### Question au Conseil de l'Europe et résolution de l'APCE
Le 25 avril 2013, le député italien Luca Volontè, président du groupe PPE à l’Assemblée parlementaire du Conseil de l'Europe (APCE), dépose une question au Conseil de l'Europe sur la « répression croissante » contre les opposants au « mariage gay » en France.
Le 27 juin 2013, l'APCE vote une résolution déplorant « les récents cas de recours excessif à la force pour disperser les manifestants » et réitérant « son appel aux autorités à veiller à ce que l’action de la police, si elle est nécessaire, reste proportionnée »,.
Le 13 décembre 2013, la Commission de suivi de l’APCE nomme deux rapporteurs pour « enquêter sur les violences policières et atteintes aux droits des manifestants en lien avec le mouvement de La Manif pour tous ». En 2015, la Commission considère qu’il y a « suffisamment d’éléments indiquant » qu’un certain nombre de policiers « pourraient avoir commis des abus de pouvoir ou pris des mesures disproportionnées par rapport à la situation sur le terrain ». Toutefois, ces manquements « n’ont pas été de nature structurelle et systémique ou d’un autre ordre justifiant l’ouverture d’une procédure de suivi à l’égard de la France ».

### Question prioritaire de constitutionnalité concernant la liberté de conscience
Le 18 septembre 2013, le Conseil d'État transmet au Conseil constitutionnel la question prioritaire de constitutionnalité, qui lui avait été soumise par un collectif de maires, au sujet de l'absence de clause de conscience pour les officiers d'état civil opposés à la célébration de mariages de couples de personnes de même sexe,. La question est examinée par le Conseil constitutionnel en audience publique le 8 octobre suivant.
Le 18 octobre 2013, le Conseil constitutionnel rejette leur demande en rendant la décision no 2013-353 QPC qui stipule « qu'en ne permettant pas aux officiers de l'état civil de se prévaloir de leur désaccord avec les dispositions de la loi du 17 mai 2013 pour se soustraire à l'accomplissement des attributions qui leur sont confiées par la loi pour la célébration du mariage, le législateur a entendu assurer l'application de la loi relative au mariage et garantir ainsi le bon fonctionnement et la neutralité du service public de l'état civil ; qu'eu égard aux fonctions de l'officier de l'état civil dans la célébration du mariage, il n'a pas porté atteinte à la liberté de conscience ».
Le 24 février 2014, le collectif de maires porte l'affaire devant la Cour européenne des droits de l'homme (CEDH), en mettant ainsi pour la première fois en cause le Conseil constitutionnel devant cette juridiction. Ces maires lui reprochent un procès non équitable lors de l'examen de leur requête en octobre 2013, pour cause de délais trop courts et de manque d'impartialité de ses membres sur la question du mariage homosexuel,.
À noter que dans l’affaire Eweida et autres c/ Royaume-Uni concernant un refus de célébrer l’union civile de couples de personnes de même sexe, la Cour européenne avait déjà été amenée à se prononcer sur la compatibilité de l'article 9 de la Convention européenne des droits de l'homme avec l'obligation de célébrer une union entre personne de même sexe par les officiers d'état civil. Elle avait conclu en janvier 2013 qu'il était loisible aux pays membres de ne pas instaurer de régime de clause de conscience en la matière et conclu à la non-violation de l'article 9.

## Manifestations

### Manifestations contre le projet de loi

#### Manifestations en novembre et décembre 2012
- Le samedi 17 novembre, le collectif La Manif pour tous[60] organise plusieurs manifestations dans plusieurs grandes villes de France réunissant plus de 100 000 personnes selon les chiffres officiels (200 000 participants selon les organisateurs[61],[62])[N 4].
- De leur côté, les membres de l'Institut Civitas organisent leur propre manifestation contre l'« homofolie » le 18 novembre 2012 qui réunit, selon les sources policières, jusqu'à environ 9 000 personnes[69],[70]. On retrouve dans le cortège des membres de l'Action française, du Mouvement national républicain (MNR, ex-formation de Bruno Mégret), du Front national (notamment sa vice-présidente Marie-Christine Arnautu), du Parti de la France de Carl Lang, du Renouveau français, de la Renaissance catholique, de l'Alliance royaliste, des militants du GUD, des Jeunesses nationalistes d'Alexandre Gabriac, ou encore le chanteur du groupe de rock Hôtel Stella, membre du Bloc identitaire[71]. Cette manifestation est émaillée d'incidents et de violences avec des contre manifestants parmi lesquels les Femen[67],[72],[73],[74]. Ces dernières, ainsi que des journalistes les suivant comme Caroline Fourest, ont été molestées ou rouées de coups[75],[76],[77].
- Une manifestation a lieu le 8 décembre 2012 dans cinq grandes villes. On compte selon les sources entre 7 000 et 20 000 manifestants à Bordeaux, entre 3 500 et 8 000 à Lille, 1 200 à Nancy où les organisateurs n'ont pas donné de chiffre, entre 800 et 2 500 au Mans et entre 250 et 500 à Reims[70].

#### Manifestations du 13 janvier 2013
Le 13 janvier, deux manifestations ont lieu à Paris, l'une organisée par le collectif « La Manif pour tous » et l'autre par Civitas.
La manifestation à l'appel du collectif « La Manif pour tous » réunit des mouvements divers, comprenant associations, partis politiques, personnalités ainsi que des représentants des principales religions, et rassemble 340 000 personnes selon la préfecture de police (chiffre définitif de la préfecture de police le 18 janvier avec 10 % de marge d'erreur), un million de personnes selon les organisateurs. Elle comprend trois cortèges qui, partis de la porte Maillot, de la place d'Italie et de la Place Denfert-Rochereau, convergent vers le Champ de Mars, lieu du rassemblement final.
Simone Veil, qui "exprime des réserves à l'égard de l'ouverture du droit à l'adoption des couples homosexuels", est venue avec son mari saluer les manifestants.
Les militants de Civitas, qui dénoncent le « concept Barjot », participent à part de la manifestation pour tous. Leur cortège, qui part de la place Pinel, a rassemblé entre 8 000 personnes (chiffre de la préfecture) et 50 000 personnes (chiffre de Civitas),.

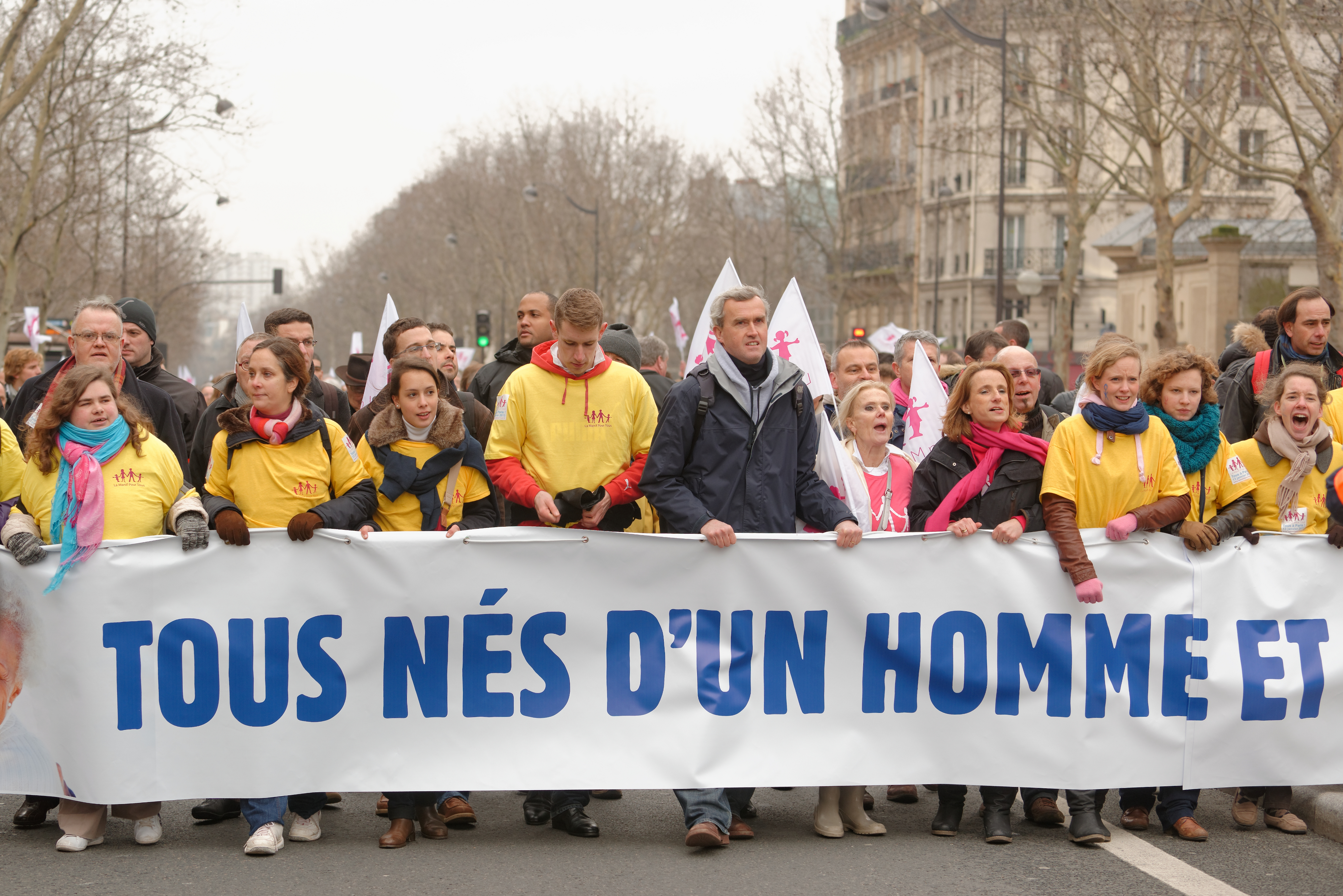
Tête du cortège de la place d'Italie lors de la Manif pour tous contre le mariage homosexuel à Paris.
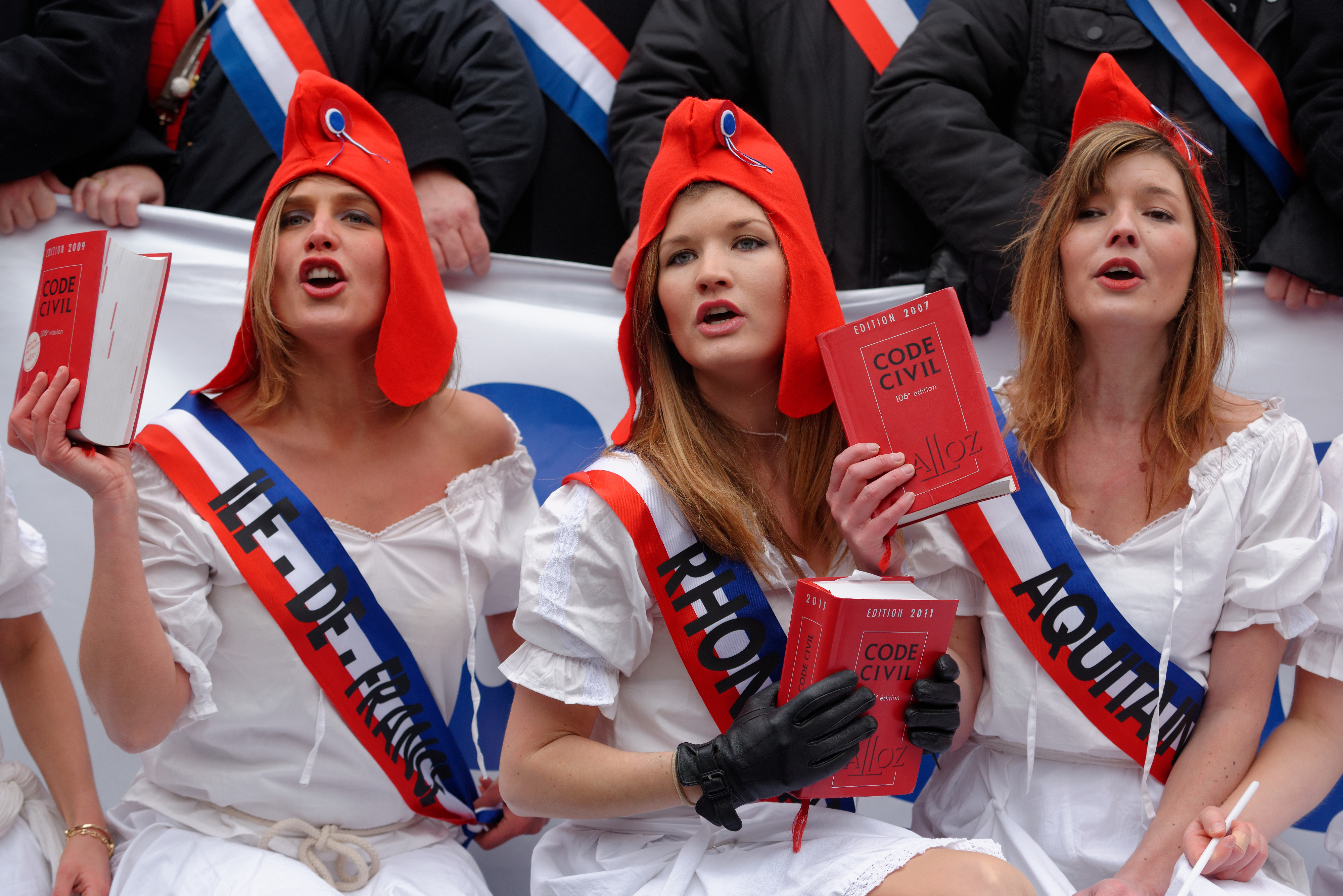
Manifestantes en tenue de Marianne.
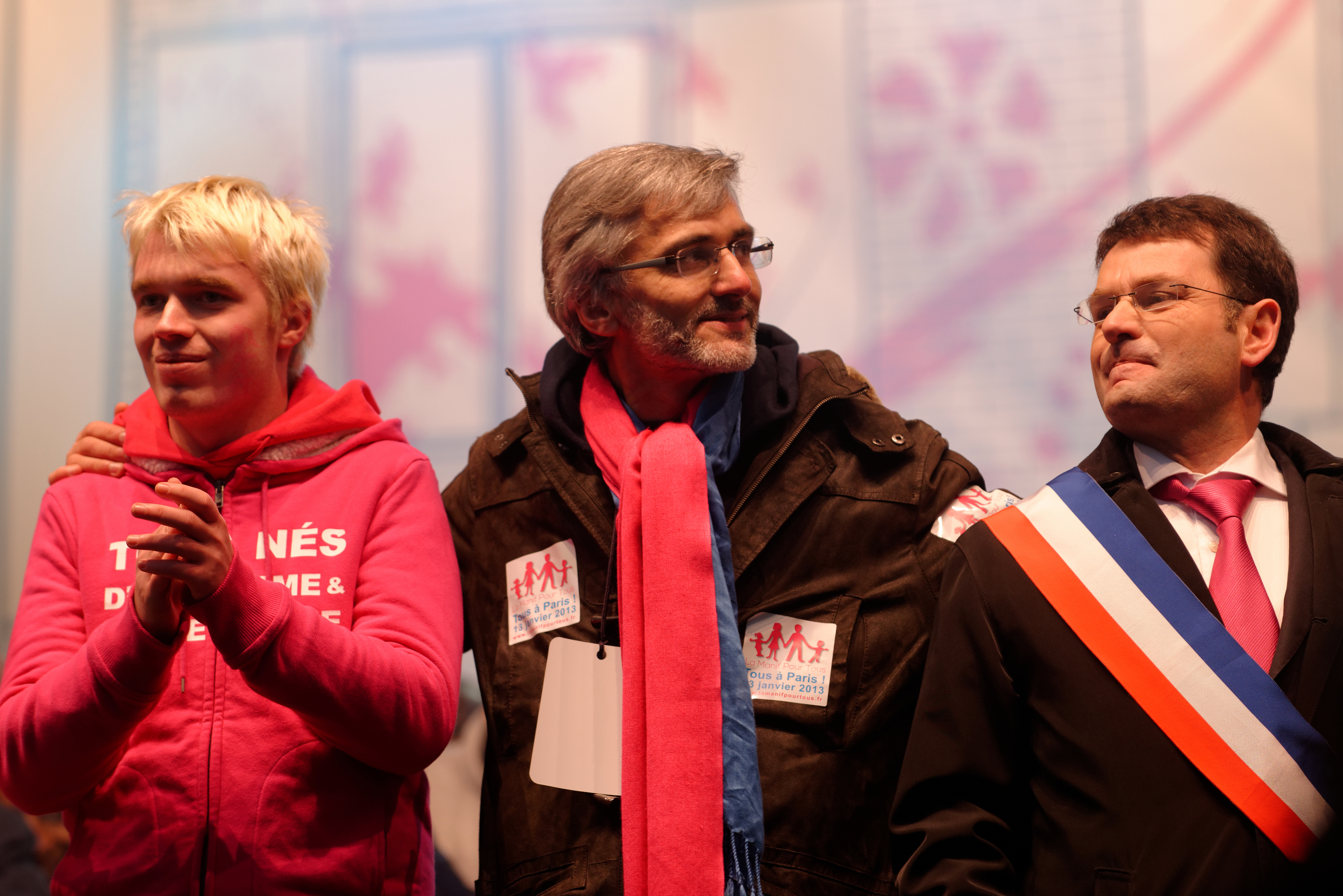
Xavier Bongibault, Tugdual Derville et Franck Meyer, maire (Modem) de Sotteville-sous-le-Val et porte-parole du Collectif des maires pour l'enfance.
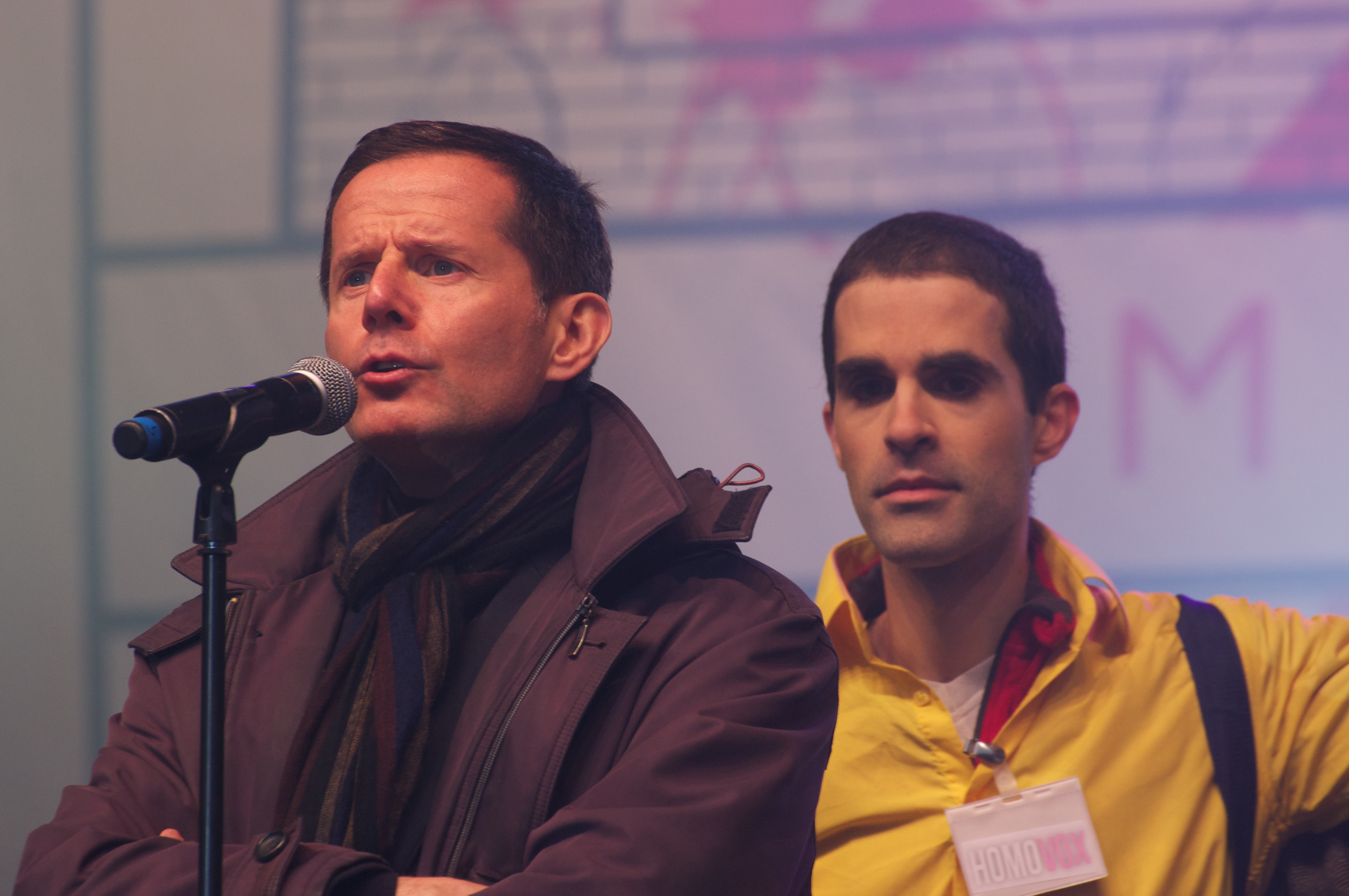
L'historien Emmanuel Ducamp et l'essayiste Philippe Ariño.
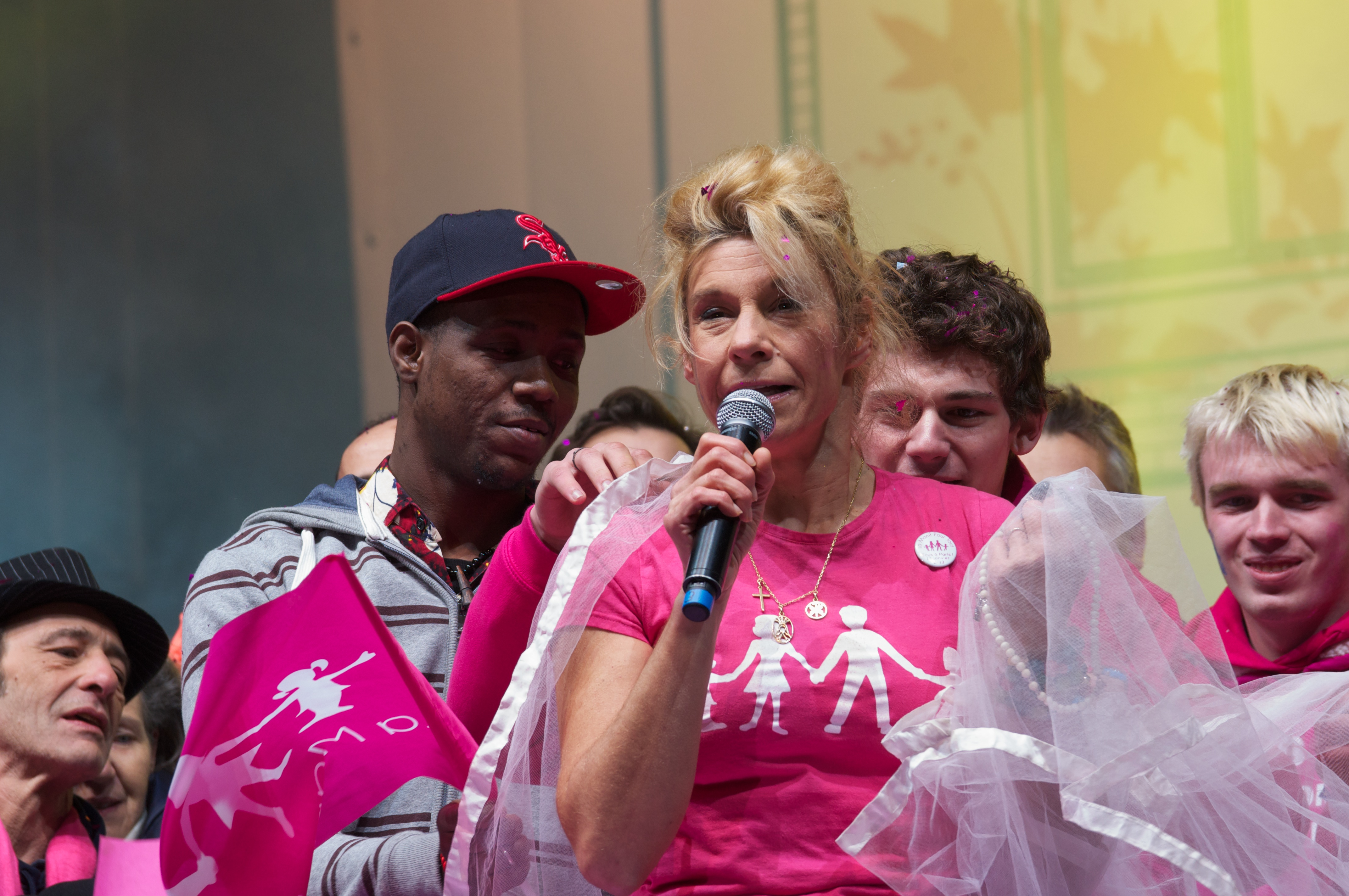
Frigide Barjot.

#### Manifestation du 24 mars 2013
La manifestation du 24 mars 2013, organisée par le collectif La Manif pour tous, a réuni entre 300 000 manifestants (chiffre de la préfecture de Police) et 1,4 million de manifestants selon les organisateurs,. Elle prend la forme d'un rassemblement statique entre l'Arche de la Défense et la place Charles-de-Gaulle, sur l'avenue de la Grande-Armée et l'avenue Charles-de-Gaulle.

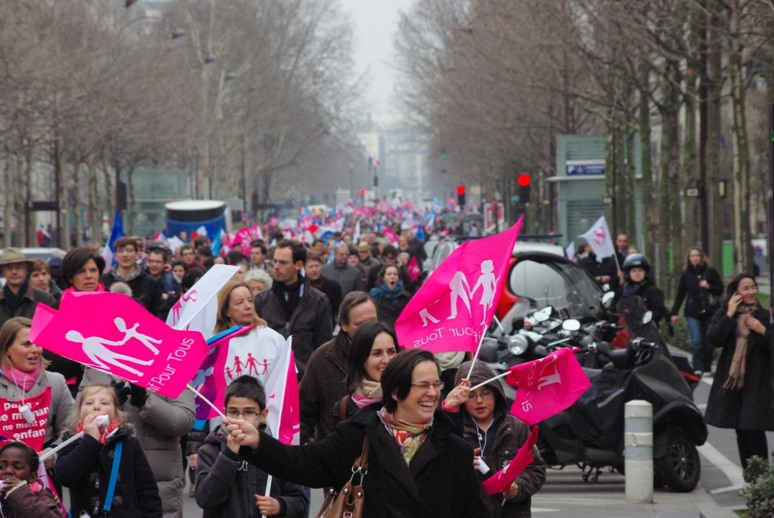
Avenue du Roule à Neuilly-sur-Seine.
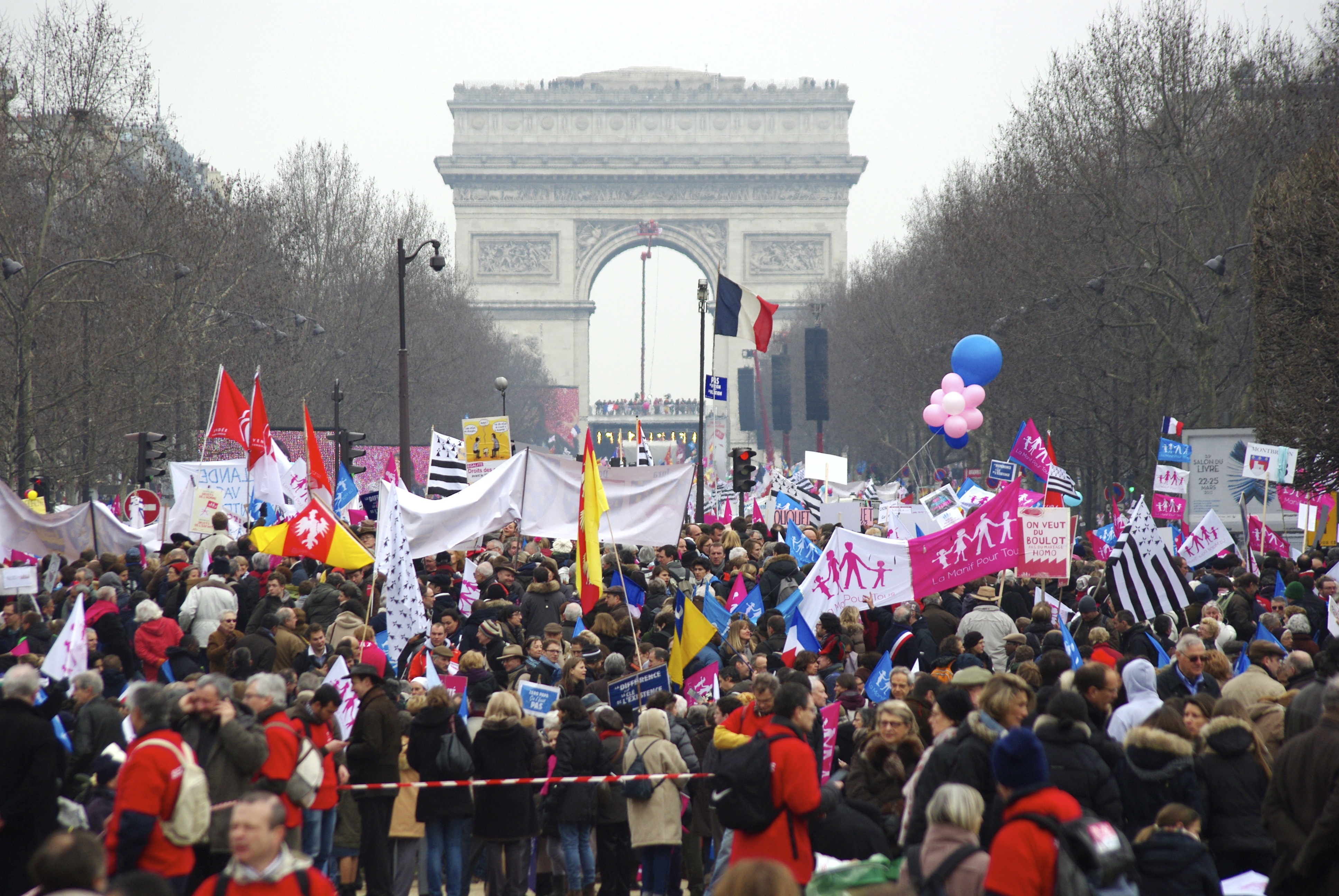
Avenue de la Grande-Armée vue de la Porte Maillot.
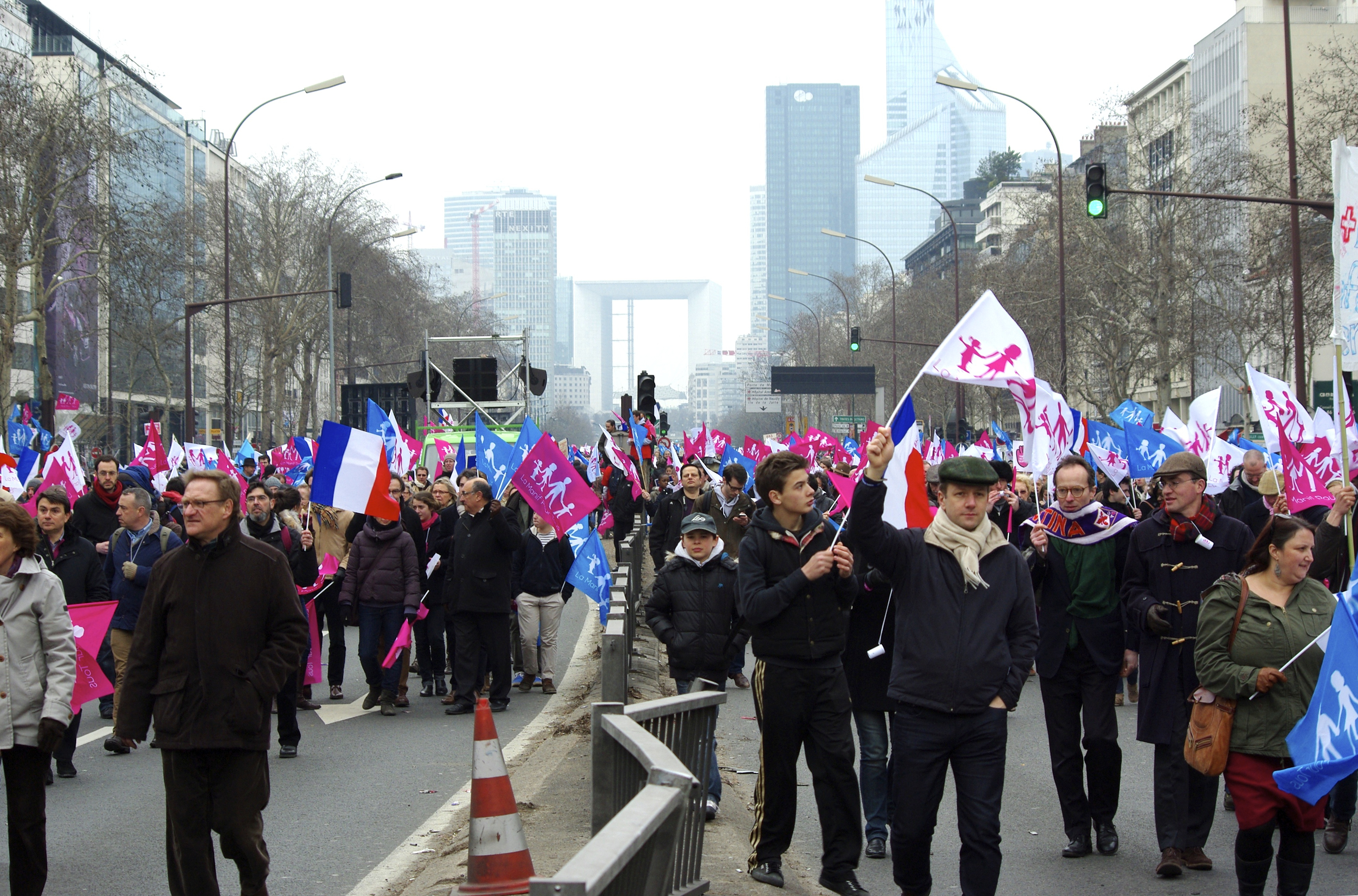
Avenue Charles-de-Gaulle (Neuilly-sur-Seine).
- Avenue Charles-de-Gaulle (Neuilly-sur-Seine) et Avenue Foch

Quelques incidents se produisent durant cette manifestation : des sprays contenant des gaz lacrymogènes sont utilisés par des forces de l'ordre pour repousser des manifestants qui tentent de pénétrer sur la place Charles-de-Gaulle, puis sur l'avenue des Champs-Élysées, en forçant les barrages de police. À l'issue de la manifestation, Manuel Valls, ministre de l'Intérieur, indique que 98 personnes ont été interpellées, dont six placées en garde à vue,. À la suite des incidents avec la police et des vues divergentes sur la réponse médiatique à apporter, une partie des manifestants se regroupent sous la bannière du "Printemps français".
Le journaliste Pierre Barnérias réalise et publie le 20 avril 2013 un court documentaire polémique "A qui profite le flou ?" qui enquête sur les clichés officiels de cette manifestation. La vidéo affirme que les images de la préfecture de la manifestation ont été délibérément truqués pour minorer le nombre de manifestants.

#### Radicalisation autour des votes d'adoption
Après le vote au Sénat, le 12 avril 2013, et l'annonce d'une procédure accélérée pour le vote en deuxième lecture à l'Assemblée, une partie du mouvement d'opposition à l'ouverture du mariage et de l'adoption aux couples de même sexe se durcit et s'éloigne du pacifisme originellement défendu par la « Manif pour tous ».
L’accélération du calendrier parlementaire ainsi que le vote à main levée au Sénat sont vus par les opposants au projet de loi comme des atteintes à la démocratie parlementaire. Le 13 avril, Samuel Lafont, jeune militant UMP contre le « mariage pour tous », est poignardé dans le métro ; il affirme avoir reçu auparavant des menaces de mort. Il s'avérera par la suite que le mobile de son agression n'avait pas de lien avec le « mariage pour tous ». Il est possible cependant qu'elle ait contribué à accentuer le climat de tension et la colère des opposants,.
Frigide Barjot est aussi considérée comme en partie responsable de la radicalisation du mouvement par les partisans de l'ouverture du mariage aux homosexuels, après avoir déclaré « Que veut le Président de la République ? Il veut aller jusqu'au sang et il en aura de par sa faute ! » le 12 avril, tout comme Christine Boutin, qui a annoncé que le vote du Sénat est une « injure sans limite » et a parlé de « guerre civile », affirmant « Ça va péter, je vous assure que ça va péter »,.
Au contraire, la « Manif pour tous » et l'UMP considèrent que c'est la position du gouvernement et sa volonté de « passer en force » qui ont entraîné ce durcissement des opposants,. L'ancien Premier ministre Jean-Pierre Raffarin évoque ainsi une « menace de chienlit » reprenant le vocabulaire du général de Gaulle lors des évènements de mai 68.

##### Actions coup de poing
Le 13 avril, la journaliste et militante Caroline Fourest qui devait assister à un débat à Nantes est, selon ses déclarations, « traquée » toute la journée par une centaine de manifestants. Environ 450 de ces manifestants se rassemblent devant le centre des congrès aux cris de « Hollande nazi », « Hollande fasciste », et certains entrent dans le bâtiment. Environ 200 personnes se rendent ensuite à la gare où ils s'allongent sur le ballast et bloquent la voie pendant 40 minutes empêchant le passage du train. Le même jour des manifestants se rendent devant le domicile du député EELV François de Rugy à Paris, et de la ministre déléguée aux personnes âgées et à l'autonomie Michèle Delaunay à Bordeaux,.
De nombreuses manifestations, auxquelles participent des mouvements comme le « Printemps français », et des opérations ciblées de harcèlement sont menées dans plusieurs villes contre les ministres (Christiane Taubira, Manuel Valls, Delphine Batho), députés (François de Rugy), sénateurs (Jean-Pierre Michel, Alain Milon ou Chantal Jouanno) et personnalités engagées dans le projet de loi (Caroline Fourest),,,,.

##### Manifestations autour du Sénat et de l'Assemblée nationale entre le 4 et le 20 avril 2013
Dès le 4 avril, l'institut Civitas appelle à manifester autour du Sénat.
Le week-end du 13-14 avril, les manifestations plus ou moins spontanées se multiplient : 201 personnes sont interpellées en trois jours, dont 68 placées en garde à vue, pour avoir manifesté sans autorisation. D'après un communiqué de presse de la préfecture de Police de Paris, certains se réclament de « La Manif pour tous ». Dans ce même communiqué, la préfecture de Police de Paris demande au collectif « La Manif pour tous » plus de « responsabilité » tandis que droite et gauche se renvoient « la responsabilité de la radicalisation des actions des opposants ».
Entre le 16 et le 19 avril 2013, les manifestations d'opposition sont quotidiennes aux abords du Palais Bourbon, avec des affrontements violents avec une cinquantaine de personnes en fin de manifestation. Des compagnies de CRS sont déployées à proximité.
À l'approche de la fin des débats, les affrontements avec les forces de l'ordre, lors des manifestations, donnent lieu à des jets de projectiles vers les forces de l'ordre ainsi que d'autres violence sans occasionner de blessés graves.
Les 17 et 18 avril, plusieurs dizaines de personnes sont interpellées en marge des manifestations aux abords de l'Assemblée nationale,.
Ces incidents, survenant en marge des manifestations de la « Manif pour tous », et malgré les appels au calme des organisateurs, incitent l'une des porte-parole du mouvement, Frigide Barjot, à demander au gouvernement, et ensuite plus précisément au ministre de l'Intérieur Manuel Valls, que les fauteurs de trouble qui « ternissent l'image pacifique [du] mouvement » soient « mis hors d'état de nuire »,.

#### Manifestation du 21 avril 2013
La manifestation du 21 avril rassemble entre 45 000 (selon la police) et 270 000 personnes (selon les organisateurs, le collectif "la manif pour tous"). Plusieurs personnalités politiques, dont Christine Boutin (PCD) et les députés Gilbert Collard (apparenté FN), Patrick Ollier (UMP), Hervé Mariton (UMP), Jean-Frédéric Poisson (UMP), ou encore Jean-Christophe Fromantin (UDI), défilent derrière une même « banderole des élus » en début de cortège.
Ce défilé conjoint de représentants du FN avec des partis de droite provoque une polémique. Harlem Désir dénonce un « acte fondateur entre la droite et l’extrême droite » mais Jean-François Copé réfute toute « collusion » de l'UMP avec le FN,,,. L'Express parle d'un symbole mais loin d'une alliance politique improbable, le Figaro et le Nouvel Observateur font le parallèle avec les manifestations entre les deux tours de la présidentielle de 2002 où UMP et PS manifestaient ensemble contre le FN,.

### Manifestations après la promulgation de la loi

#### Manifestations du 26 mai 2013

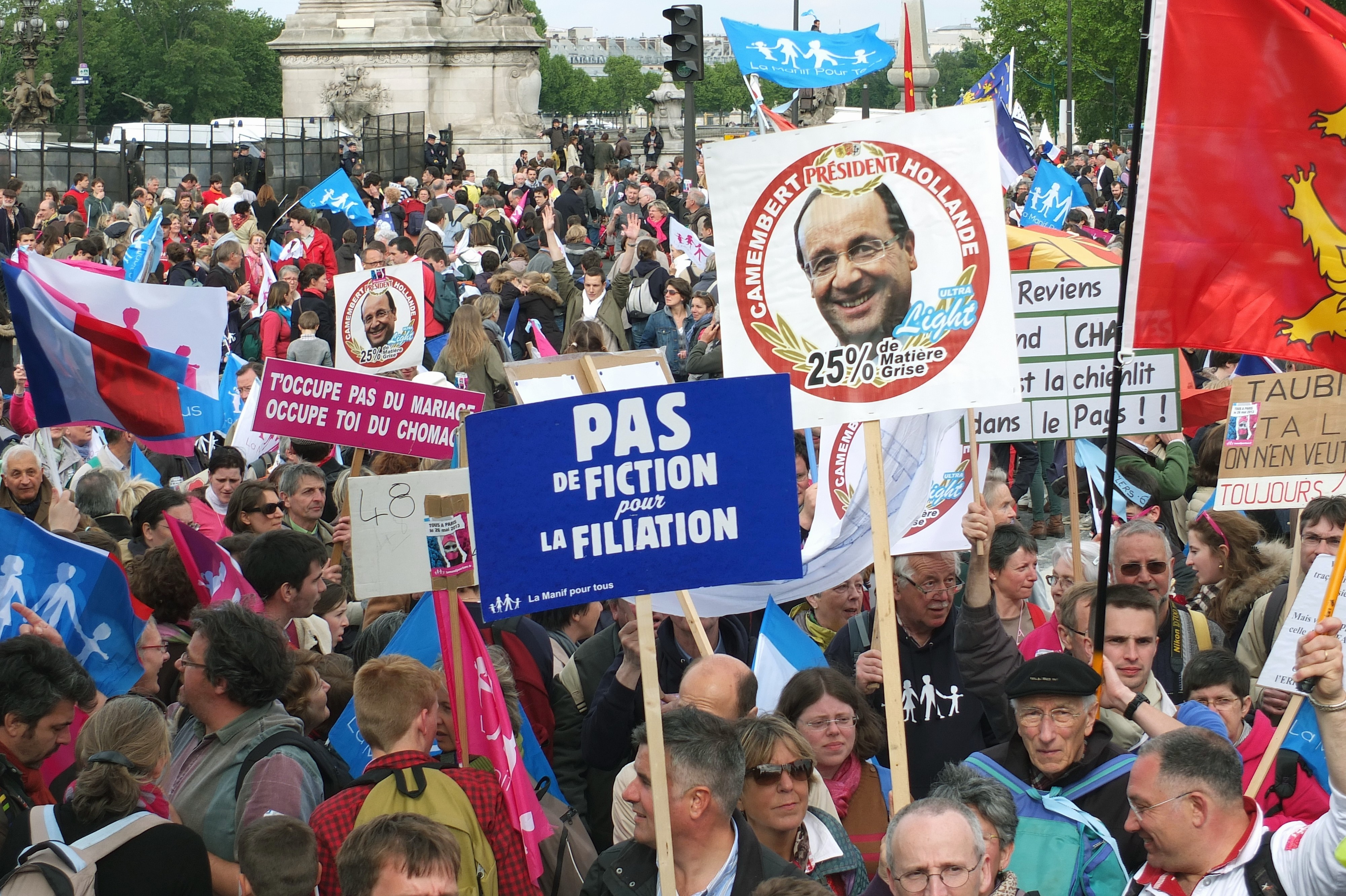
Pancartes arborées lors de la manifestation du 26 mai.

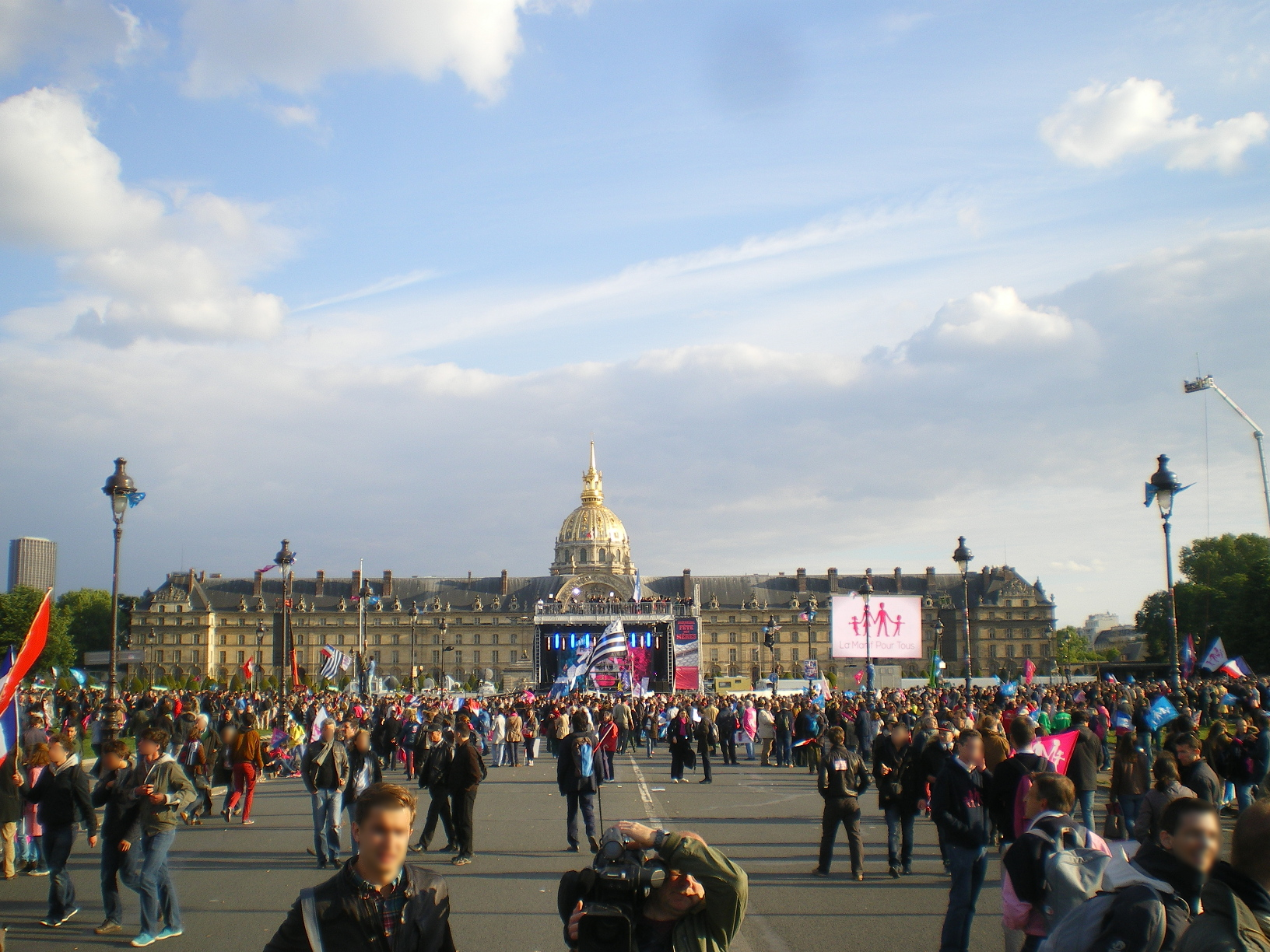
La place des Invalides au moment de la dispersion des manifestants.

La manifestation, organisée par le collectif "la manif pour tous", regroupe entre 150 000 (selon la police) et 1 000 000 (selon les organisateurs) de manifestants, qui ont convergé en trois cortèges sur l'Esplanade des Invalides.
Au sein de l'UMP, les avis divergent concernant l'opportunité de cette manifestation. Jean-François Copé y participe mais indique que cette participation est la dernière le concernant. D'autres, comme Alain Juppé, déconseillent d'aller manifester. Le Parti socialiste appelle l'UMP à renoncer à y participer en raison des risques de débordement, tandis que Manuel Valls demande aux familles de ne pas défiler avec des enfants. Ces appels sont perçus comme des tentatives d'intimidation par les anti mariage gay, certains, comme Christine Boutin, affirmant même que la police a reçu l'ordre de provoquer des affrontements. Le député FN, Gilbert Collard, présent, rappelle que Marine Le Pen abrogera la loi si elle accède au pouvoir. Frigide Barjot n'y participe pas en raison des tensions internes au mouvement, débordée par les éléments les plus extrêmes et les plus à droite du mouvement, et menacée de mort selon elle par l'extrême droite,.
La manifestation se déroule dans le calme. 96 interpellations ont lieu en marge des défilés, principalement des membres de L'Œuvre française et du Bloc identitaire, ces derniers ayant investi le toit du siège du PS pour y déployer une banderole « Hollande démission ». À l'issue de la manifestation, Xavier Bongibault, fondateur de Plus gay sans mariage, qui défend à la tribune l'union civile, est hué par plusieurs manifestants. Des incidents éclatent ensuite place des Invalides au moment de la dispersion du cortège. Au total 34 policiers et gendarmes sont « légèrement atteints » lors de cette soirée de violence, ainsi qu'un journaliste. Plusieurs d'entre eux ont été pris à partie par les manifestants, ces derniers les traitant de « collabos ». Un total de 231 personnes sont placées en garde à vue à l'issue de leur interpellation par les forces de l'ordre.
L'Institut Civitas organise de son côté un défilé rassemblant 2 800 participants selon la police.
Le lendemain, François Hollande condamne les slogans appelant à la résistance à « un État fasciste », utilisés par certains participants des manifestations.

#### Autres actions de juin 2013 à janvier 2014
Lors d'une visite du président de la République François Hollande au lycée Buffon à Paris, une centaine de manifestants, à l'appel du Printemps français, hostiles au Mariage pour tous, a tenté d'interpeller le chef de l'État. Les identités des personnes arrêtées par la police ont été contrôlées et deux d'entre elles placées en garde à vue pour « port d'armes prohibées ». Mentionnant que la majorité des personnes interpellées n'avaient rien à voir avec le Printemps français, un avocat a annoncé déposer plainte pour « atteinte à la liberté d'aller et venir » et saisir le Défenseur des droits.
Au mois de juin 2013, plusieurs manifestations ont lieu, lors de déplacements et cérémonies officielles ainsi que lors de compétitions sportives .
À la suite d'une manifestation le 16 juin 2013 devant le siège d'une chaîne de télévision (en l'occurrence M6) alors que le président François Hollande participait à une émission, un manifestant est arrêté, puis condamné le 19 juin à quatre mois de prison, dont deux ferme, pour rébellion et fourniture d'identité imaginaire, ainsi qu'à une amende de 1 000 euros pour refus de prélèvement de ses empreintes digitales et de son ADN .
Au mois de juillet 2013, plusieurs banderoles et drapeaux sont déployés sur le parcours du Tour de France de cyclisme, ainsi que lors du défilé militaire du 14 juillet.
Le 4 août 2013, des militants de l'association Act Up dégradent la façade de la Fondation Jérôme-Lejeune à Paris, où travaille Ludovine de La Rochère, présidente de La Manif pour tous. Le 14 août 2013, les Hommen répliquent à cette action en dégradant la façade d'un local occupé par Act Up.
Le 6 août 2013, un déplacement de François Hollande en Vendée est chahuté par une cinquantaine de manifestants opposés au mariage entre personnes de même sexe qui hurlent des slogans hostiles, parlant de « dictature socialiste ».
Le 23 novembre 2013, entre 3 000 (selon la police) et 6 000 (selon les organisateurs) personnes des Pays de la Loire et de Bretagne défilent à Nantes à l'appel de La Manif pour tous. Frigide Barjot, ancienne porte-parole du collectif, n'y participe pas, ayant même appelé à ne pas manifester. Les organisateurs quant à eux annoncent de nouveaux rendez-vous à Paris et Versailles après avoir mis en avant leur « charte des municipales », destinée aux candidats des élections municipales de 2014.
Le 9 décembre 2013, 80 mères de famille sont victimes d'un usage « disproportionné » de la force policière dans le cadre d'une manifestation pacifique et autorisée, condamné le 25 novembre 2015 par le Défenseur des droits.
Le 15 décembre 2013, plusieurs milliers de personnes (6 000 selon la police, 30 000 selon les organisateurs) défilent à Versailles pour dénoncer « la familiphobie du gouvernement », et plus précisément « le déploiement d'une idéologie du genre à l'école, la déconstruction de la filiation biologique, le matraquage fiscal [infligé aux familles] et la réduction du congé parental ». Des élus UMP, parmi lesquels Valérie Pécresse et Jean-Frédéric Poisson, font partie du cortège. Le même jour, entre 1 600 et 3 000 personnes manifestent également à Blois, et quelques centaines à Montpellier.
Le collectif Jour de colère organise une manifestation contre le président François Hollande, le 26 janvier 2014, rassemblant entre 17 000 et 160 000 personnes et composée de « manière hétéroclite, d'intégristes catholiques, de partisans de l'humoriste controversé Dieudonné, d'opposants au mariage homosexuel, de patrons en colère, de membres de la mouvance identitaire et de familles ». Le Conseil représentatif des institutions juives de France et le Mouvement contre le racisme et pour l'amitié entre les peuples condamne des slogans racistes et antisémites. 250 personnes sont arrêtées à l'issue de la manifestation à la suite de violences,. Selon le sociologue de gauche Éric Fassin, préfacier de Trouble dans le genre, ouvrage de référence en études de genre de Judith Butler et qui avait appelé dès 1998 à la légalisation du mariage homosexuel en France,, la mobilisation contre le mariage pour tous en 2013 et la libéralisation d'un discours homophobe aurait permis la mobilisation de l'extrême droite et le regroupement lors de jour de colère de tous les ressentiments sur les questions sexuelles, raciales et politique. Toutefois, l'amalgame effectué entre les participants au Jour de Colère et les manifestants de la Manif pour tous aussi effectuée par le ministre de l'intérieur, Manuel Valls, est dénoncé par des personnalités comme Claude Bartolone, président socialiste de l'assemblée nationale et par Bruno Le Maire, député et ancien ministre UMP, tous deux favorables au mariage homosexuel,.

#### Manifestations du 2 février 2014
Le 2 février, deux manifestations à l'appel de La Manif pour tous ont rassemblé à Paris 80 000 personnes selon la police et 500 000 selon les organisateurs et entre 20 000 (selon la police) et 40 000 (selon les organisateurs) personnes à Lyon. Les manifestants protestent alors pour défendre leur vision de la « famille traditionnelle » et contre la « familiphobie » du gouvernement, incluant le mariage homosexuel, la PMA, la GPA et la théorie du genre,. À Paris, étaient notamment présents, les politiques Henri Guaino, Yannick Moreau, Claude Goasguen, Marion Maréchal-Le Pen, Wallerand de Saint-Just, Philippe Gosselin, Jean-Pierre Audy, Christine Boutin ou encore le prêtre et blogueur Pierre-Hervé Grosjean. Cependant, Frigide Barjot, ancienne égérie du collectif, ne participe pas à la manifestation et affirme se désolidariser du rassemblement, de même que Béatrice Bourges, cofondatrice du mouvement, qui, au 6e jour de sa grève de la faim, déclare être « trop fatiguée pour se joindre à la Manif ». À Lyon, ont notamment manifesté Hervé Mariton et le cardinal Philippe Barbarin ainsi que les imams Kamel Kabtane, recteur de la Grande Mosquée de Lyon et Azzedine Gaci, celui de Villeurbanne.

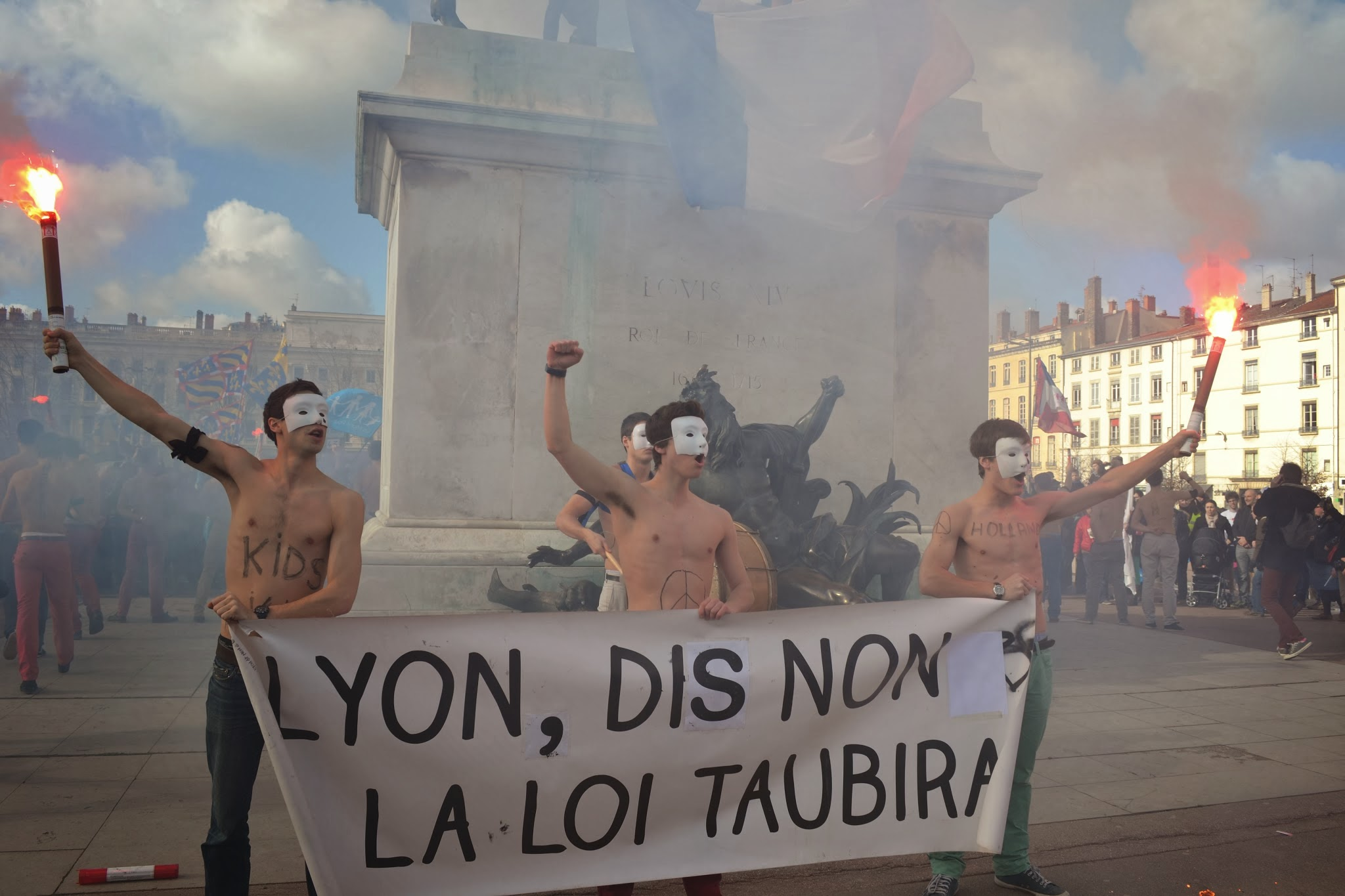
Hommens manifestant à Lyon, sur la place Bellecour.
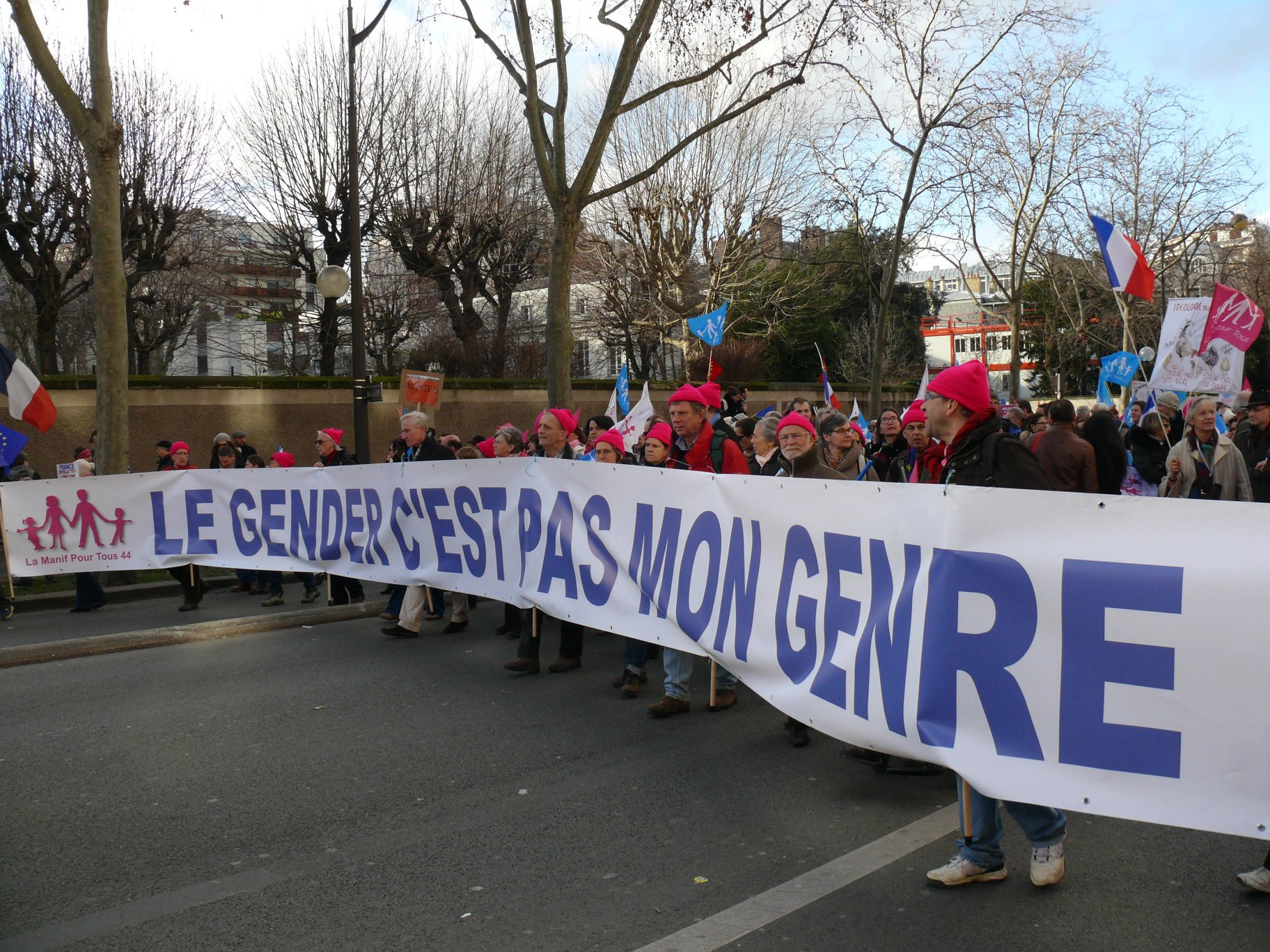
Tête de cortège de la manifestation à Paris.
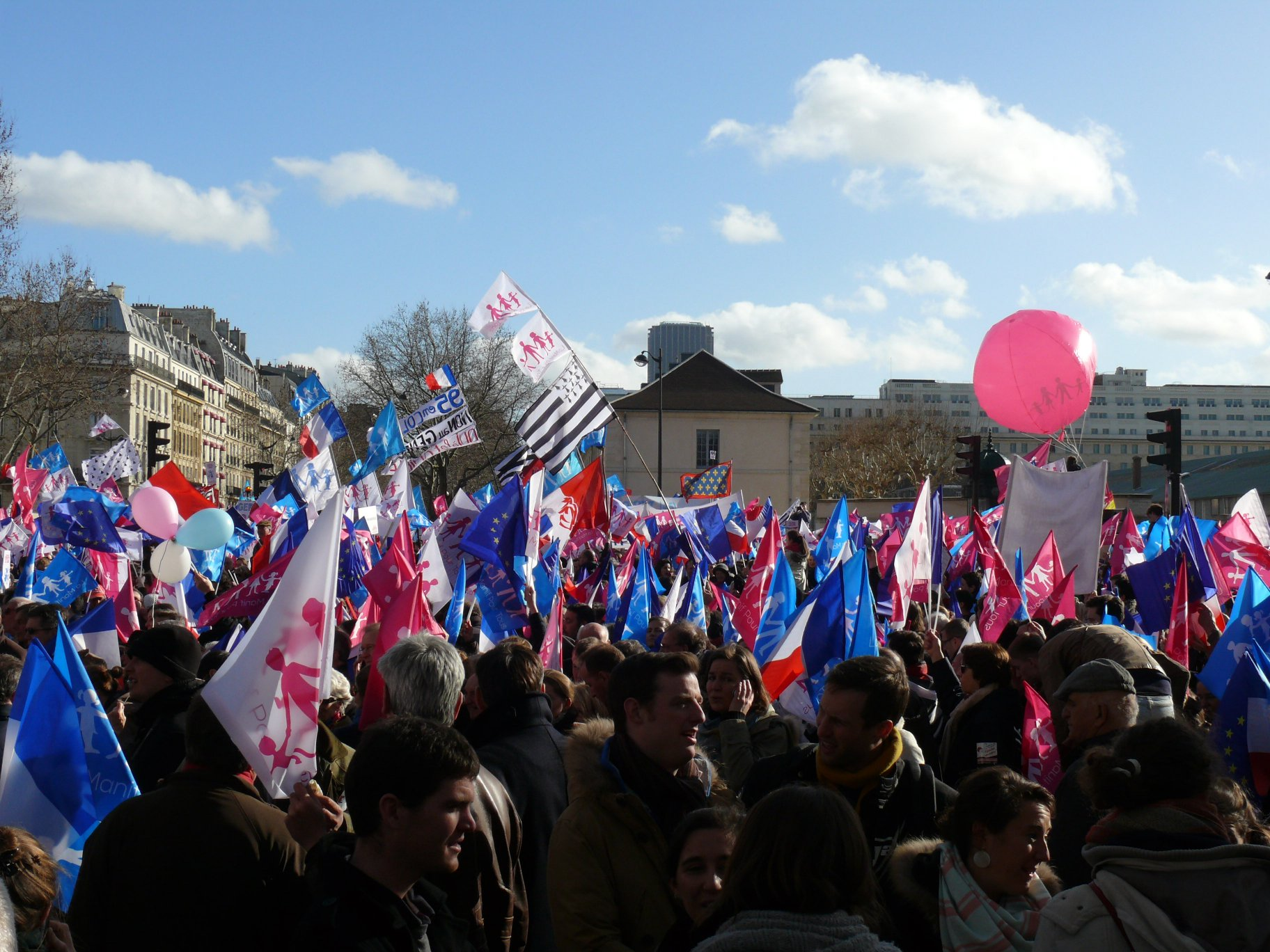
Manifestants à Paris.
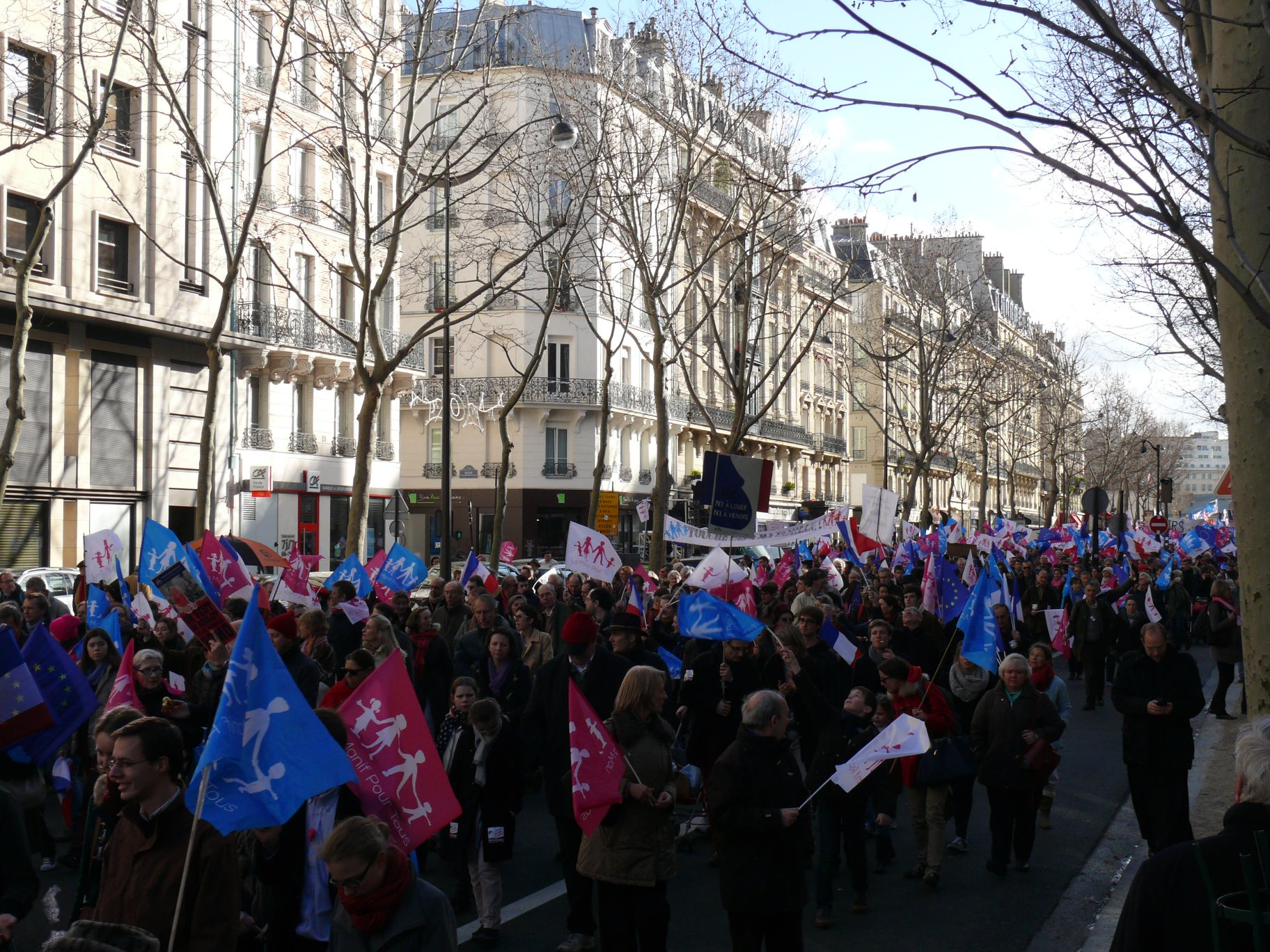
Manifestants à Paris

#### Manifestations du 5 octobre 2014
Le 5 octobre, La Manif pour tous rassemble 70 000 personnes selon la police et 500 000 selon les organisateurs à Paris et 7 500 (selon la police) et 30 000 (selon les organisateurs) personnes à Bordeaux.

## Polémiques

### Menaces diverses
Le 18 avril, deux députés socialistes de Vendée ont annoncé avoir reçu des menaces de mort de la part d'opposants au mariage homosexuel.
Le 22 avril 2013, Claude Bartolone, président de l'Assemblée nationale, reçoit un courrier menaçant, dans une enveloppe contenant de la poudre noire et signé d'un mystérieux groupe nommé IFO,, (Interaction des forces de l'ordre). Ce courrier lui demande de « surseoir au vote définitif de la loi sur le mariage pour tous » sans quoi sa « famille politique aura à en souffrir physiquement ». L'Identité judiciaire et la Police judiciaire de Paris ont été saisies de l'enquête.
Pour sa part, Frigide Barjot fait état de menaces de mort et de viol à son encontre tandis que Xavier Bongibault, porte-parole de la Manif pour tous, mentionnait en avril 2013 « avoir reçu 2500 menaces de mort et subi huit agressions physiques » depuis le mois de septembre 2012.
Le collectif La Manif pour tous, porte plainte pour « incitation à commettre un acte de terrorisme » contre Pierre Bergé en raison d'un message qu'il avait relayé sur Twitter le 17 mars 2013 et qui disait : « Vous me direz, si une bombe explose le 24 mars sur les Champs à cause de la Manif pour tous, c'est pas moi qui vais pleurer ».
En octobre 2016, La Manif pour Tous saisit le Procureur de la République de Paris pour incitation et apologie de terrorisme au titre de plusieurs tweets visant explicitement le mouvement.

### Violences homophobes et racistes
Plusieurs associations homosexuelles déplorent une recrudescence des actes à caractère homophobe. SOS homophobie déclare recevoir en moyenne plus de trois fois plus de témoignages d'actes homophobes qu'en temps normal, chiffre confirmé par l'association le Refuge qui évoque « une radicalisation des comportements par mimétisme » et « qu'il y a une augmentation de l'homophobie, mais le débat sur le mariage pour tous agit plus comme un révélateur ».
Le 16 février, à la suite d’un rassemblement en faveur du mariage pour tous à Auxerre, Richard Jacob, conseiller municipal FN de la ville, a insulté et agressé certains manifestants, criant notamment « les pédés, les tantouzes, au bûcher ». Par la suite, il sera condamné à six mois de prison avec sursis et deux ans d’inéligibilité, ainsi qu'à verser des dommages et intérêts aux trois victimes et aux associations qui s’étaient constituées parties civiles.

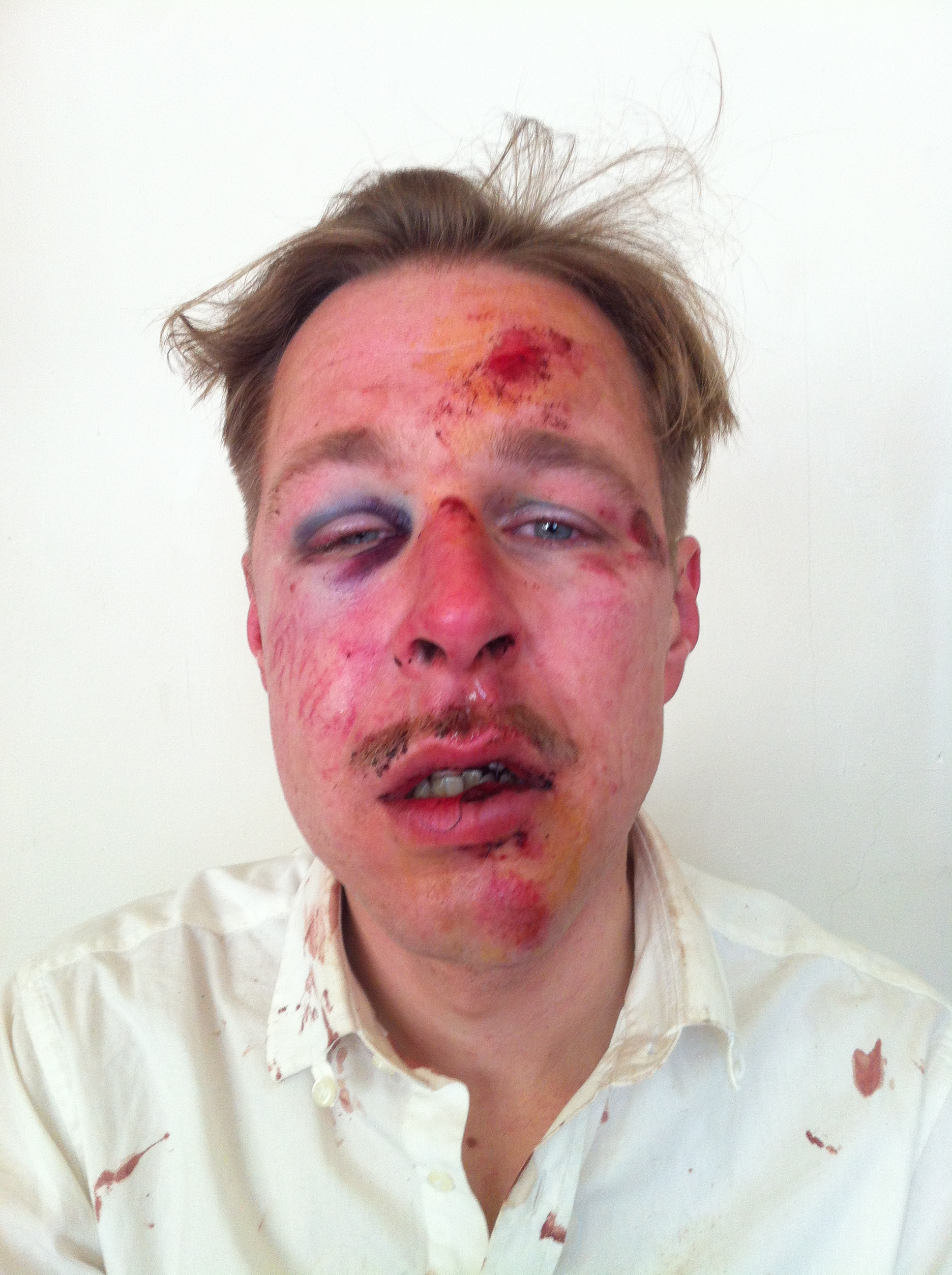
Photo de Wilfried de Bruijn à la suite de son agression.

L’agression de Wilfred de Bruijn et de son compagnon Olivier à Paris, dans la nuit du 6 au 7 avril 2013, considérée et dénoncée par les victimes sur les réseaux sociaux comme « purement homophobe » est largement relayée dans de nombreux médias. Bien qu'aucun lien direct ne soit établi entre celle-ci et les manifestations d'opposition au mariage homosexuel, des associations de lutte contre l'homophobie dénoncent un climat d'homophobie entourant le débat sur le mariage. Des hommes politiques dont le ministre de l'intérieur condamnent l'agression et Frigide Barjot rappelle que le mouvement Manif pour tous est contre toute violence et n'a rien à voir selon elle avec les fondamentalistes ou les extrémistes. Quatre jeunes (de 17 à 19 ans) d'une cité du 19e arrondissement, déjà connus des services de police pour faits de violence, sont interpellés en septembre 2013. Ils sont mis en examen le 20 septembre pour violences aggravées en réunion. Selon certaines sources, les suspects avaient été en fait identifiés dès les jours suivant l'agression, mais n'ont été interpellés que cinq mois plus tard. Deux des jeunes, déjà condamnés à plusieurs reprises pour des vols et violences par le passé, sont finalement condamnés à 30 mois de prison chacun, dont respectivement douze et quinze mois de sursis avec mise à l'épreuve ; un troisième écope de 6 mois de prison avec sursis,.
La même nuit, l'espace des Blancs-Manteaux, à Paris, qui doit accueillir la 14e édition du Printemps des associations LGBT, est dégradé. Les auteurs de cette dégradation se réclament du collectif « Le Printemps français » et leur action provoque les premières dissensions au sein du mouvement d'opposition.
Le 17 avril, deux bars fréquentés par un public homosexuel sont saccagés, l'un à Lille, l'autre à Bordeaux. Ces attaques sont à nouveau interprétées par les associations homosexuelles comme représentatives d'un climat d'homophobie exacerbé par le mouvement d'opposition au texte, bien que les auteurs des dégradations dans l'établissement lillois, condamnés à six mois de prison avec sursis, aient finalement été relaxés du chef d'injures à caractère homophobe.
Vendredi 25 octobre, lors d'un déplacement de Christiane Taubira à Angers, une centaine d'opposants au mariage pour tous manifestent leur mécontentement. Alors que fusent des slogans comme « Taubira, dégage » ou « Non à la dictature socialiste », une adolescente de 12 ans brandit une peau de banane en direction de la ministre en s'écriant : « Une banane pour la guenon », surprenant jusque dans les rangs des CRS. « Des propos passibles d’une interpellation pour injure à un ministre en exercice », a commenté l’un d’eux auprès d’Angers Mag. Le 29 octobre, Christiane Taubira rappelle que les propos racistes sont contraires à la loi.

### Pelouses du Champ de Mars
Le coût de la remise en état des pelouses du Champ-de-Mars ayant été estimé à 100 000 euros par les services de la mairie, le maire de Paris, Bertrand Delanoë, a présenté publiquement la facture au ministère de l’Intérieur, pour que celui-ci demande le remboursement de cette somme aux organisateurs de « La Manif pour tous ». Frigide Barjot, porte-parole du collectif, dénonce la manière de faire et affirme que de telles demandes n'ont pas été faites lors des autres manifestations comme celles de la Gay Pride pour nettoyer les rues.
En réponse, Bertrand Delanoë indique avoir prévenu les services de la préfecture de police et les organisateurs que les pelouses, en cours de réfection, ne supporteraient pas une telle affluence et rappelle avoir refusé un an auparavant à François Hollande, alors candidat, l'utilisation du Champ de Mars pour une réunion publique. Il précise qu'il a suggéré qu'un autre point d'arrivée soit recherché et qu'il avait déjà envoyé des factures liées au piétinement des pelouses lors des concerts de Johnny Hallyday en 2009 et de SOS Racisme en 2011.
Le 21 janvier, le directeur d'une société d'espaces verts déclare qu'il est prêt à se charger lui-même de la réfection de la pelouse pour 50 000 euros, ce à quoi répond Anne Hidalgo, adjointe au Maire de Paris sur les ondes de RTL : « Mais enfin, je ne suis pas sûr que ce soit fait aussi bien. Mais non, non c'est une grande pelouse. »,.
Le 25 février, Bertrand Delanoé annonce sur les ondes de France Bleue : « J’ai reçu un certain nombre de milliers de chèques de dix centimes d'euros, ce qui fait à peu près 3 000 euros en tout. (…) je ne sais même pas comment je vais faire parce qu'il faut, selon la loi, que je leur envoie un récépissé, ça va me coûter plus cher en timbres que ce qu'ils ont envoyé. ».
Selon les organisateurs de la manifestation, les pelouses auraient en réalité été abîmées par les camionnettes de la voirie de Paris.

### Polémiques sur le nombre de manifestants

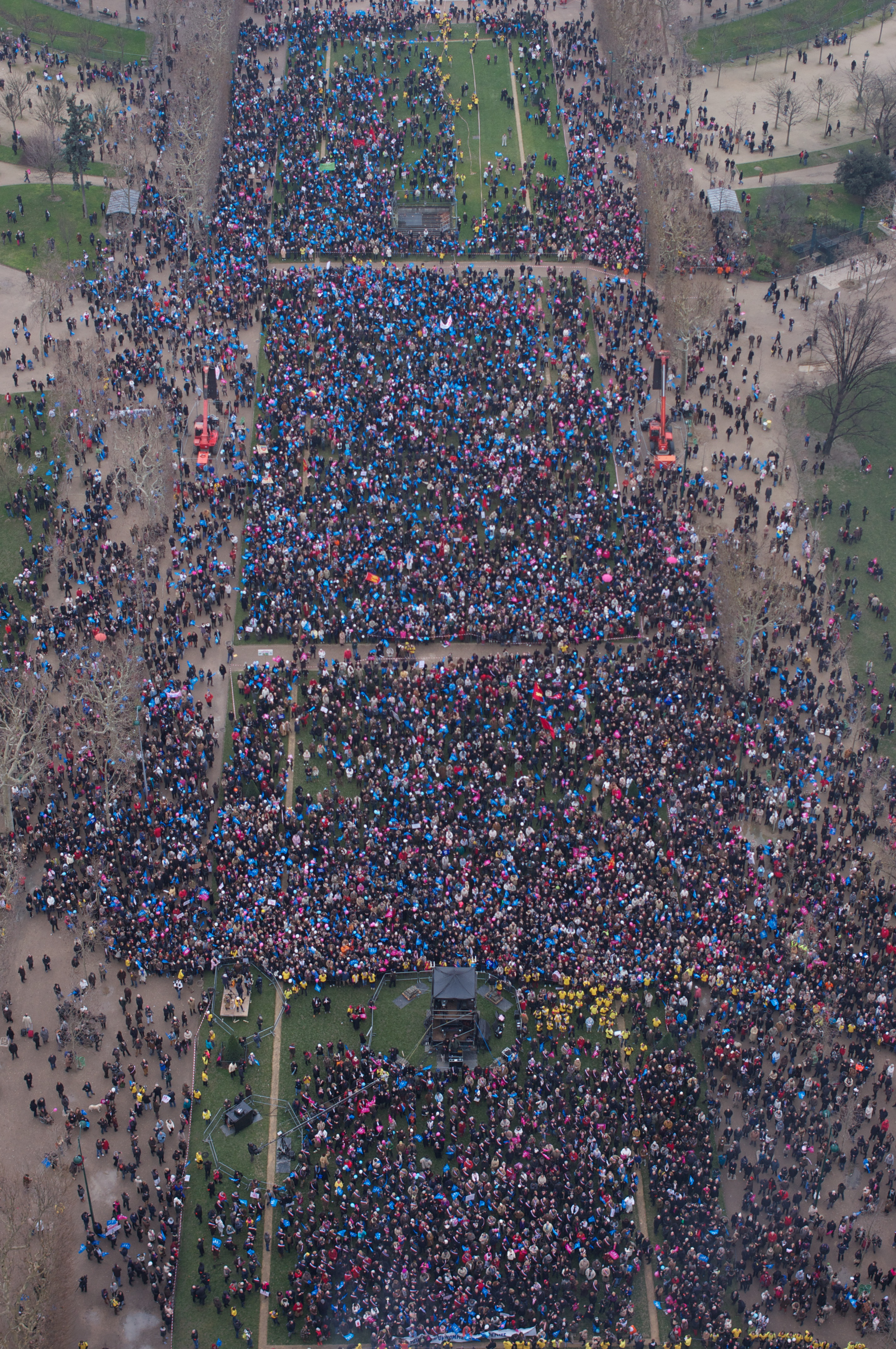
Vue aérienne de la « Manif pour tous » au Champ-de-Mars le 13 janvier 2013, à 15h12.

Les différences de chiffre entre les estimations du Ministère de l'Intérieur et celles des organisateurs, notamment aux manifestations du 13 janvier, du 24 mars et du 26 mai, font l'objet de polémiques récurrentes.
Les manifestants reprochant une sous-estimation du nombre de manifestants,.
Plusieurs parlementaires, à la suite de la manifestation du 13 janvier, demandent l'audition du directeur du renseignement de la préfecture de police de Paris afin d'avoir plus de précisions sur les méthodes de comptage des participants.
Le 17 janvier 2013, la préfecture de police confirme son évaluation après visualisation des enregistrements vidéo tandis que le préfet Bernard Boucault met en cause la fiabilité du comptage des organisateurs, parlant d'« allégations inacceptables » contre la préfecture,. Pour Frédéric Ploquin, journaliste à l'hebdomadaire Marianne, le chiffre de la préfecture de police est plausible mais pas pour Guillaume Roquette, rédacteur en chef du Figaro Magazine ni pour le général Bruno Dary, ancien gouverneur militaire de Paris et organisateur des défilés du 14-Juillet et conseiller technique du comité de pilotage de « La Manif pour tous » chargé de compter les participants,,.
Le nombre de participants à la manifestation du 24 mars 2013 fait débat, comme pour toutes les manifestations. Afin de faire face à la critique récurrente de sous évaluation des manifestants, la préfecture de Police publie une vidéo aérienne de la manifestation du 24 mars 2013. Les organisateurs de « La Manif pour tous » dénoncent une falsification de la vidéo appuyés par trois "laboratoires indépendants" (deux belges et un américain, en réalité des magasins de photo) qui affirment que les images ont été retouchées. Cette idée est contredite par une analyse faite par des journalistes de BFMTV.com à l'aide du logiciel Tungstène, qui parle de « fantasme », affirmant que la mauvaise qualité des images a participé à la confusion.

## Acteurs de l'opposition au mariage homosexuel

### Collectifs constitués à l'occasion du mouvement d'opposition au mariage homosexuel

#### Collectif «La Manif pour tous»
« La Manif pour tous » est un collectif, représentant trente-sept associations, opposé au projet de loi dit « Mariage pour tous » porté par le Président de la République François Hollande et le gouvernement Ayrault.
Selon une enquête de Mediapart, malgré une apparence de diversité, 15 associations sur 37 sont des « coquilles vides » destinées à masquer la prédominance des organisations proches de l'Église catholique française. Cette enquête est confirmée par Le Monde du 21 mars 2013 qui établit un tableau montrant les mêmes conclusions.
D'autres enquêtes – notamment celles de Mediapart – montrent l'ancrage du mouvement à droite. Un article de Mediapart montre les ramifications du mouvement au sein d'« Internationales catholiques », notamment par les liens tissés avec des organisations d'ultra-droite américaine à l'image de la National Organization for Marriage (NOM) ou de l’American Society for the Defense of Tradition, Family and Property,, dont tant les militants de La Manif pour tous que ceux du Printemps français reprennent les slogans.
L'origine du collectif remonte au 5 septembre 2012 quand une cinquantaine de responsables associatifs se réunissent à Paris avec des philosophes, des psychiatres et des hauts fonctionnaires, pour définir une stratégie face au projet de loi sur le mariage homosexuel et à la filiation pour personnes de même sexe. De cette réunion émergent plusieurs personnalités appelées à devenir porte-parole du mouvement : Laurence Tcheng, fondatrice de La Gauche pour le mariage républicain (association introuvable au Journal officiel Associations), Xavier Bongibault, fondateur de Plus Gay sans Mariage (association introuvable au Journal officiel Associations), Frigide Barjot, fondatrice de Pour l’Humanité Durable, Tugdual Derville, délégué général d'Alliance VITA, Camel Bechikh, président de Fils de France, Lionel Lumbroso, fondateur de David et Eugena, Philippe Brillault, maire du Chesnay (78), Béatrice Bourges, présidente du Collectif pour l’enfance, Antoine Renard, président des Associations familiales catholiques et Franck Meyer, président du Collectif des maires pour l'enfance,,. Le collectif est aujourd'hui présidé par Ludovine de La Rochère, responsable de la communication de la Fondation Jérôme-Lejeune,, fondation reconnue d’utilité publique, responsable de la mise en échec de la proposition de loi visant la levée de l’interdiction de la recherche sur l’embryon humain à l’Assemblée nationale en mars 2013. Cette fondation est également connue pour ses prises de position opposées à l'avortement,.
L'organisation « La Manif pour tous » a bénéficié d'une déclaration de soutien[source secondaire nécessaire] de Philippe Ariño (essayiste), Viviane Blassel (animatrice de radio et de télévision), Rémi Brague (philosophe), Patrick Hénault (ex-ambassadeur chargé des droits de l’Homme), Roland Hureaux (essayiste), Jean-Jacques Peroni (humoriste, comédien et scénariste), Jérôme Vignon (président de l’Observatoire national de la pauvreté et de l'exclusion sociale), Georgina Dufoix (ancienne ministre socialiste et ancienne présidente de la Croix Rouge)[réf. nécessaire].
L'organisation « La Manif pour tous » a également bénéficié d'une déclaration de soutien "officiel" de l'entente parlementaire pour la famille (212 élus nationaux)[réf. nécessaire].
L'organisation est financée par des dons. Certains de ces dons peuvent atteindre jusqu'à trente mille euros. Selon Mediapart, ces dons proviennent principalement des milieux catholiques. D'après Le Canard enchaîné, Claude Bébéar, président du conseil de surveillance d'Axa, aurait financé de façon importante la manifestation du 13 janvier. Les principales organisations membres du collectif « La Manif pour tous », telles Alliance VITA, la Confédération nationale des associations familiales catholiques et Familles de France ont également mis leur trésorerie au service du mouvement.

#### Les Veilleurs

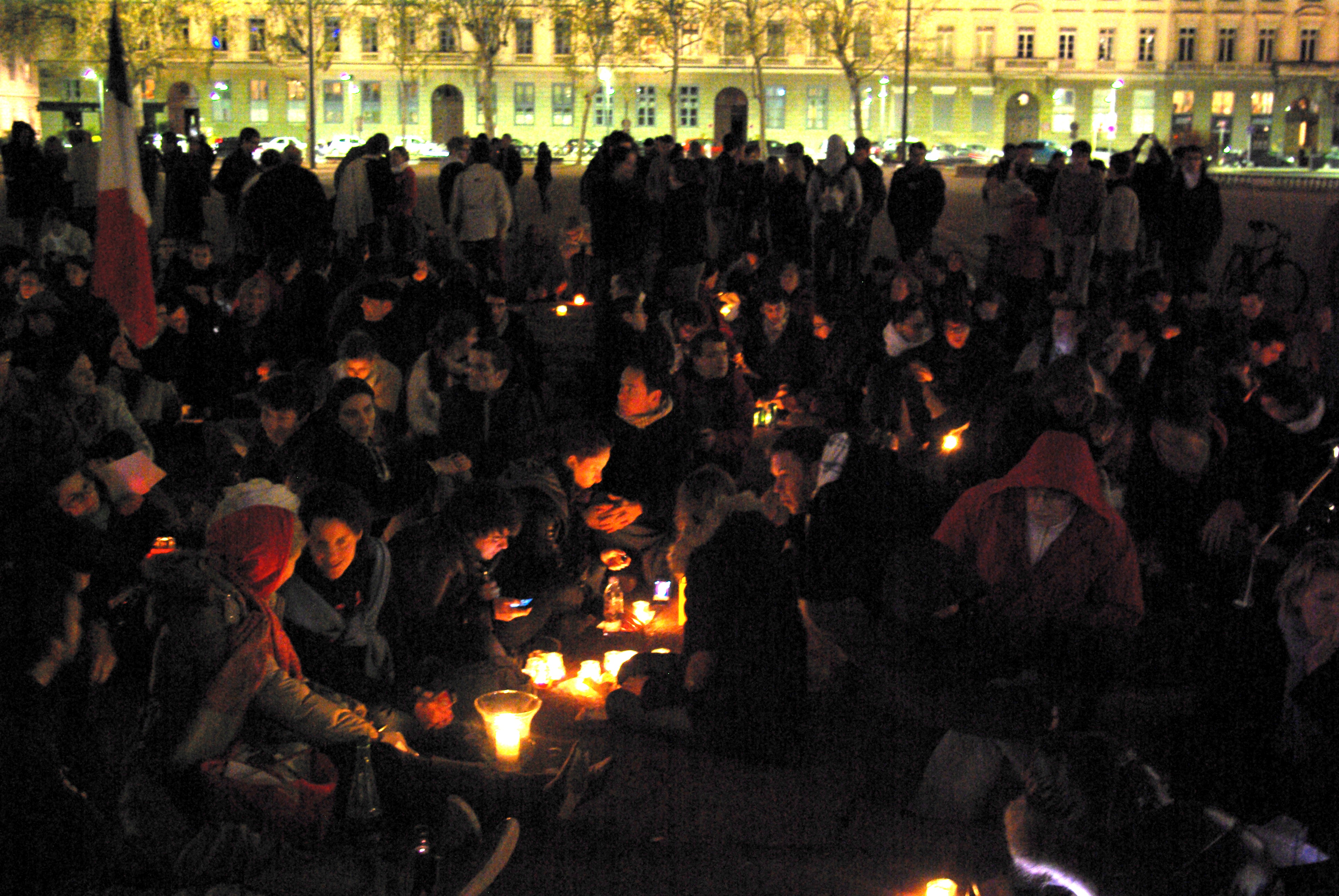
Rassemblement des Veilleurs à Lyon le 19 avril 2013.

« Les Veilleurs » sont, au sein de La Manif pour tous, un mouvement d'opposition au mariage homosexuel pratiquant une forme de manifestation immobile et pacifique : le sit-in. Ils se rassemblent en silence à la tombée de la nuit, autour de bougies, pour écouter l'un d'entre eux lire un texte de prose ou de poésie. Ce mouvement est né à la suite de la garde à vue, dans la nuit du dimanche au lundi 14 avril 2013, de soixante-sept opposants au projet de loi venus manifester leur soutien aux députés de l'opposition devant l'Assemblée nationale. Les initiateurs du mouvement ont alors réalisé qu'ils devaient « trouver un autre moyen de [se] faire entendre ». Se définissant comme « apolitique et aconfessionnel », ce mouvement majoritairement constitué de catholiques se réclame de Gandhi et de la non-violence.
Le mouvement s'est rapidement étendu à plus de 110 villes françaises et à l'étranger (Jérusalem, Rome, Milan). D'après les organisateurs, à la fin avril, cinquante rassemblements ont eu lieu avec au total 5 000 personnes. Quelques-uns de ces rassemblements ont été perturbés par des contre-manifestants favorables au mariage homosexuel,.
Souhaitant dès le départ s'installer dans la durée, Les Veilleurs annonçaient fin avril 2013 vouloir se réunir chaque semaine jusqu'à la présidentielle de 2017. Le 10 août 2013, ils commencent une « marche des Veilleurs » entre Rochefort et Nantes, qui se clôture à Paris le 31 août. Alors que seulement trois marcheurs ont suivi l'intégralité de l'itinéraire, la préfecture de police interdit néanmoins la « manifestation » parisienne finale, pour raisons de sécurité. Une veillée finale se tient malgré tout place de la Concorde et réunit plusieurs centaines de personnes sans incident.
En décembre 2013, Les Veilleurs se réunissent au rythme d'un rassemblement par mois à Paris et d'une cinquantaine de rassemblements par semaine en province. Déterminés à ne pas limiter leur opposition à la seule loi sur le mariage homosexuel, ils entendent « compter dans le débat public sur toutes les questions d'éthique et les enjeux de société ». Le mouvement est également engagé dans une procédure judiciaire contre des policiers pour « faux en écriture publique ».

#### Le Printemps français
À la suite des incidents avec la police et des vues divergentes sur la réponse médiatique à apporter, des tensions apparaissent entre Frigide Barjot et Béatrice Bourges, toutes deux porte-parole de « La Manif pour tous ». À la fin de la manifestation, cette dernière invite à une occupation des Champs Élysées, et est évincée de l'organisation de « La Manif pour tous »,. Elle devient alors la porte-parole du « Printemps français », allusion au « Printemps de Prague », et évoque une « insurrection de la conscience » et une « résistance non-violente ». Selon Le Monde, le « Printemps français » serait soutenu par le GUD et les Jeunesses identitaires. Des membres du Printemps français ont été impliqués dans de violents affrontements avec les forces de l'ordre.
Dans son sillage apparaissent le 27 mars, les « Hommen » (nom pastichant celui des Femen), des militants qui manifestent torse nu et masqués.
Le 24 mai 2013, le ministre de l'Intérieur Manuel Valls envisage une interdiction de cette « nébuleuse », compte tenu des termes d'un communiqué appelant à la « résistance » contre les défenseurs de la loi autorisant le mariage aux couples de même sexe et des autres problèmes liés.

#### L'Avenir pour tous
Le 29 mai 2013, Frigide Barjot qui a quitté la Manif pour tous, lance un autre collectif concurrent, avec Xavier Bongibaut et François Cheng. Toujours opposés au mariage pour tous, ils proposent de l'abroger mais de le remplacer par une union civile dissociée de toute filiation.

### Personnalités politiques
- Parti communiste et Front de Gauche : le député Patrice Carvalho a fait connaître son opposition au mariage homosexuel et il est le seul député de gauche qui a déclaré avoir voté contre, en première lecture, l'article 1er du projet de loi, tandis que les cinq députés ultra-marins, comme Bruno Nestor Azerot de la Gauche démocrate et républicaine, ne participent pas à ce scrutin, bien que leur groupe parlementaire leur ait expressément donné la liberté de vote[263].

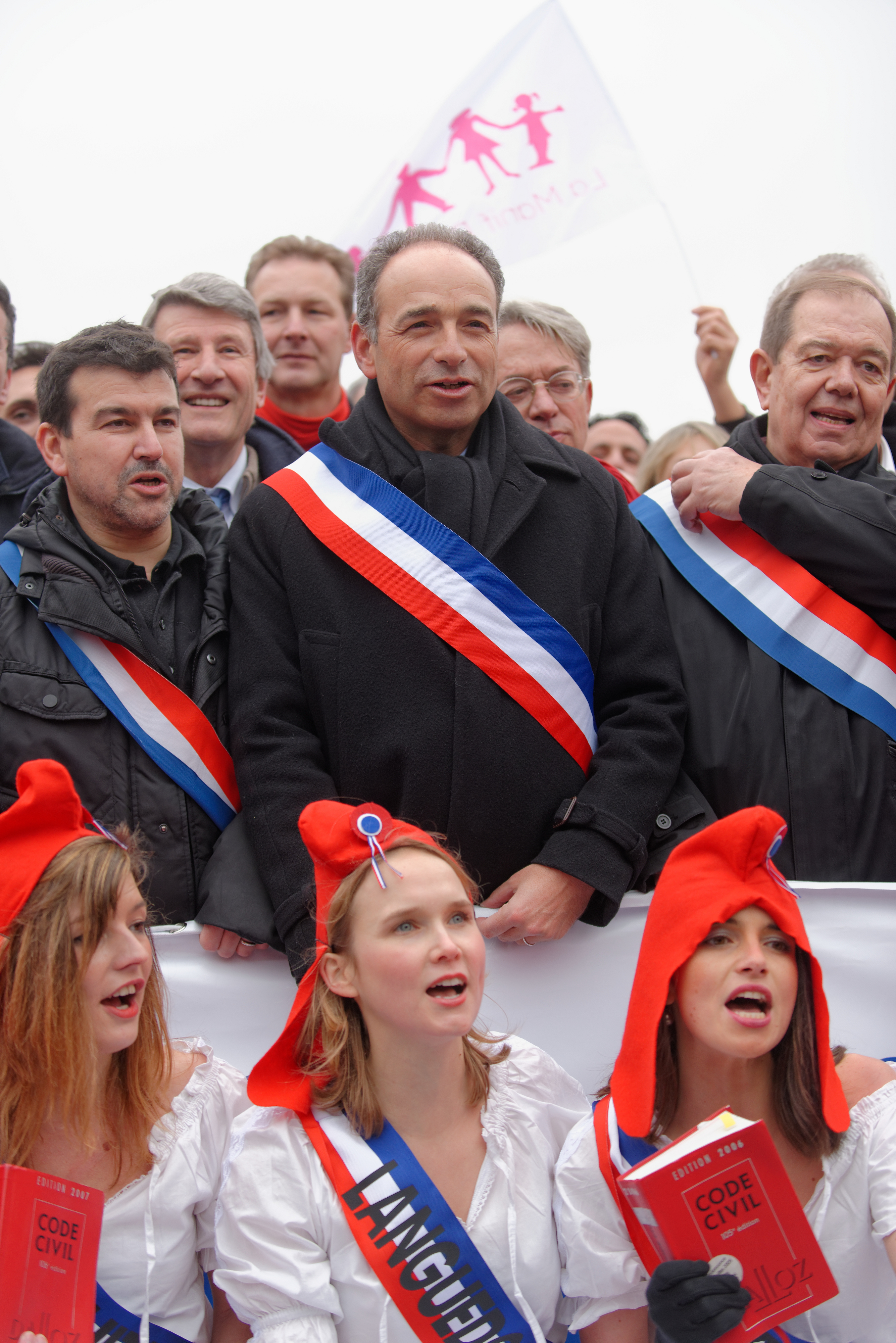
Nicolas Dhuicq, Philippe de Villiers, Jean-François Copé, Patrick Ollier, parmi d'autres manifestants contre le mariage homosexuel.

- Parti socialiste : alors que la position officielle du Parti socialiste est favorable au projet depuis au moins 2007 et constitue la proposition no 31 du candidat François Hollande, certains élus socialistes émettent des réserves sur le projet, voire des oppositions. Alors que le 7 novembre 2012 est adopté en conseil des ministres un projet de loi « ouvrant le mariage aux couples de personnes de même sexe », quelques socialistes expriment toujours des réserves personnelles, comme Bernadette Laclais, député-maire de Chambéry[264], Bernard Poignant[265], Jean-Jacques Rateau, conseiller PS pour les Français de l'étranger[266], Gérard Collomb qui y voit le risque de marchandisation des corps[267], Lionel Jospin[268] et certains catholiques du parti, qui seraient « entre doutes et réticences »[269]. Aux côtés de plusieurs élus ultra-marins du groupe socialiste et apparentés de l'Assemblée nationale comme Patrick Lebreton[263], le député PS de Charente, Jérôme Lambert, petit-neveu de François Mitterrand, annonce qu'il votera contre le texte final du projet de loi[270]. En janvier 2013, l'ancienne ministre socialiste Georgina Dufoix se déclare également contre le projet de loi au motif qu'il bouleverse en fait la conception du mariage pour tous les citoyens, détruit la notion de filiation, institue corrélativement un droit à l'enfant et, in fine, introduit la théorie du genre au sein de la société et est la seule ancienne ministre socialiste à manifester le 13 janvier 2013[271] ,[272]. Jean-Pierre Chevènement se prononce également contre le projet de loi, en justifiant : « Avec ce projet de loi, nous brouillons complètement le droit de la filiation. Des couples homosexuels pourront adopter ensemble des enfants. GPA et PMA ne sont pas dans le texte, mais vous savez très bien que c’est une hypocrisie et qu’en réalité tout cela va ensemble, petit à petit, quels que soient les hommes politiques. […] je pense qu’un enfant a le droit à avoir un père et une mère, ou au moins, l’idée d’un père et l’idée d’une mère »[273].
- UMP : une majorité des figures importantes de l'UMP se sont déclarées opposées au projet de loi, à l'image de François Fillon[274], Jean-François Copé[275] (qui déclare plus tard cependant n'avoir « jamais eu d’opposition à l’idée de mariage homosexuel », alors qu'il combattait le projet de loi au profit de l'idée d'union civile, dépourvue du droit à l'adoption par les couples de même sexe[276]), Christine Boutin[277],[278], Catherine Vautrin[279], Henri Guaino[280], Bernard Debré[281], Hervé Mariton[282], Philippe Gosselin[283], Xavier Bertrand[284], Étienne Mourrut[285], Bernadette Chirac[286] ou encore David Douillet[287].

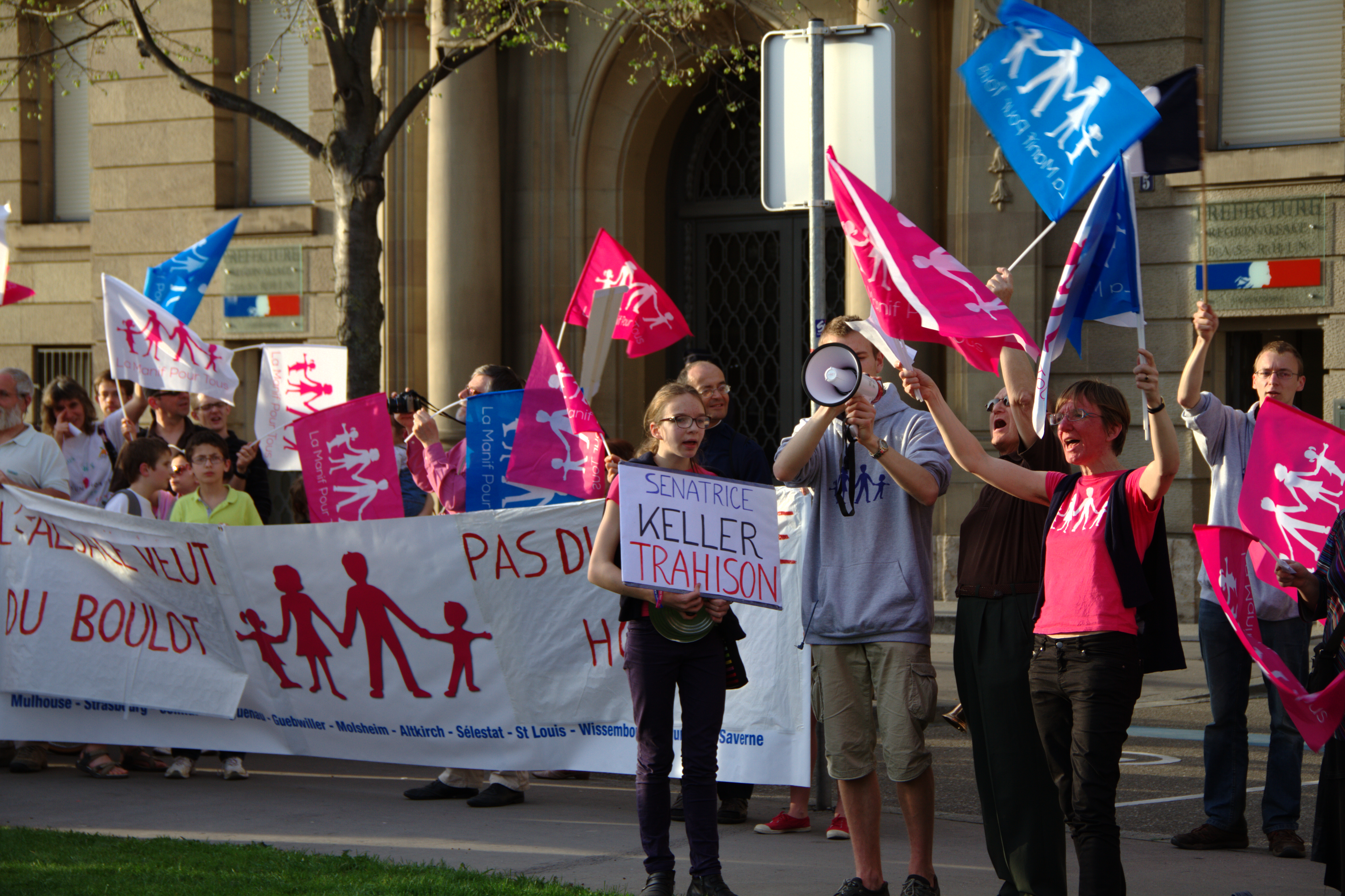
Pancarte conspuant la sénatrice UMP Fabienne Keller à Strasbourg le 17 avril 2013.

- Union des démocrates et indépendants (dont le Nouveau Centre) : Vingt-trois des vingt-six députés devraient voter contre le projet de loi visant à ouvrir le mariage aux couples de même sexe[263], dont les trois députés de Polynésie française qui comme Édouard Fritch ont déposé des amendements pour que ce mariage ne s'applique pas sur leur territoire[288].
- D'après son entourage, Simone Veil émet des réserves au sujet de l'ouverture du droit à l'adoption aux couples homosexuels et descend saluer les manifestants passant sous ses fenêtres en compagnie de son mari lors de la manifestation du 13 janvier. Le cliché publié la montre dans le cortège, tenant un drapeau de la Manif pour Tous[289]. Libération décrit « cette silhouette si fragile qui lui ressemblait si peu, là, debout, immobile, entraînée par son mari, le regard dévoré par la maladie »[290]. Lors de son décès, la journaliste Anne Chemin argue que « nul ne sait s’il s’agit d’un engagement lucide et déterminé contre le mariage des couples homosexuels, car elle n’a jamais pris position publiquement sur cette question, à travers des textes ou des discours »[291]. De son côté, la journaliste Nadia Daam affirme alors, de manière plus catégorique, que Simone Veil était « physiquement et mentalement diminuée » et « que son état de santé ne lui permettait pas d'être maîtresse de ses décisions »[292].
- Le Mouvement démocrate : si certaines personnalités du MoDem comme le député réunionnais Thierry Robert ont déclaré leur opposition au mariage des couples de même sexe, d'autres responsables du mouvement comme Jean-Luc Bennahmias, qui en est le vice-président, ont manifesté pour le mariage pour tous. François Bayrou s'est prononcé en faveur d'une union civile ouverte à tous et offrant les mêmes droits que le mariage, mais portant un autre nom que le mariage. Il est également favorable aux adoptions simples pour les couples de même sexe, ainsi qu'à la reconnaissance du second parent dans le cas des adoptions par les couples de même sexe[293].
- Le Front national est opposé au mariage homosexuel[294].
- Le Parti chrétien-démocrate, fondé et présidé par Christine Boutin s'oppose au mariage homosexuel[278], au PACS et à l'adoption par les couples de même sexe[295].
- Le Mouvement pour la France est opposé au mariage homosexuel ainsi qu'au PACS, et a fait de ce sujet l'un de ses principaux thèmes de campagne[296].
- Les prétendants au trône de France :
  - Henri d'Orléans, prétendant orléaniste au trône de France, déclare que pour lui « l'apocalypse c'est maintenant » et que « ce matraquage de lois — mariage gay, bioéthique, euthanasie — détruit les fondements de notre société »[297].

### Personnalités religieuses
Le projet de loi dit « du mariage pour tous » suscite l'opposition des principaux représentants des religions monothéistes. Même si les représentants appellent à s'opposer, ils n'indiquent pas forcément la manifestation comme moyen d'action.
- Catholiques : les cardinaux André Vingt-Trois et Philippe Barbarin interviennent publiquement contre le projet de loi instaurant le mariage homosexuel[298]. En septembre 2012, le pape Benoît XVI encourage les évêques français à « relever le défi » posé par le projet de loi sur le mariage homosexuel en France, dans laquelle il estime que la famille est « menacée » par « une conception de la nature humaine qui se révèle défectueuse ».
- Orthodoxes russes : l'Assemblée des évêques orthodoxes de France demande le retrait du projet de loi[299].
- Protestants : le président de la fédération protestante de France, Claude Baty, a exprimé son opposition au projet de loi car « le mariage n'est pas uniquement la reconnaissance d'un amour, le mariage est l'institution qui articule l'alliance de l’homme et de la femme avec la succession des générations »[300].
- Évangéliques : le Conseil national des évangéliques de France considère que le mariage gay est un « mauvais choix de société »[301].
- Juifs : le président du Consistoire central israélite de France montre son opposition au projet[302] de même que le Grand-rabbin de France, Gilles Bernheim qui publie un essai à ce sujet[303] en partie plagié sur L'idéologie du Gender - Identité reçue ou choisie ? publié en mars 2012 par le père Joseph-Marie Verlinde[304],[305].
- Bouddhistes : la présidente de l'Union bouddhiste de France souhaite un référendum sur le sujet[300].
- Musulmans : l'Union des organisations islamiques de France appelle à manifester contre le mariage pour tous[306]. De même que Mohammed Moussaoui, président du Conseil français du culte musulman, qui met en garde contre « la transformation profonde d'une institution millénaire qui a permis à l'humanité de continuer à exister et à s'organiser avec des repères clairs »[307].

#### Fraternité sacerdotale Saint-Pie-X
Interviewé en mars 2013 sur la question du « mariage pour tous » par la Radio télévision suisse sur RTS Un dans le cadre de l’émission Faut pas croire, le directeur du séminaire d’Écône, basé en Suisse dans le canton du Valais, exprime son opposition manifeste et, se référant notamment à saint Paul, qualifie l'homosexualité d'« ignominie », de « quelque chose d'extrêmement grave », de « corruption vraiment profonde à la fois de l’homme, de la société, de la famille »,,.

##### Institut Civitas
L’institut Civitas est une association catholique traditionaliste, liée à la Fraternité sacerdotale Saint-Pie-X,.
L'association est proche des catholiques intégristes, fidèles à l'enseignement de Mgr Marcel Lefebvre, et revendique 1 200 adhérents et un réseau de sympathisants d'environ 100 000 personnes.
Pour le président de Civitas, et militant d'extrême droite Alain Escada, l'homosexualité est un « mauvais penchant qui nécessite d'être corrigé et une personne qui a de tels penchants devrait être abstinente ». Selon lui, « le mariage homosexuel, c'est la boîte de Pandore qui va permettre que d'autres revendiquent le mariage polygame ou le mariage incestueux », a-t-il expliqué, assurant vouloir « libérer la parole des Français ».
Pour l'historien Étienne Fouilloux, Civitas joue dans les groupes catholiques marquant leur opposition au mariage homosexuel « un rôle homologue à celui des trotskystes ou des anarchistes dans les manifestations de gauche (…) [celui d']une minorité agissante moins soucieuse de solutions concrètes que de tension révolutionnaire (ou contre-révolutionnaire) ».

### Personnalités du monde juridique, philosophique et médical

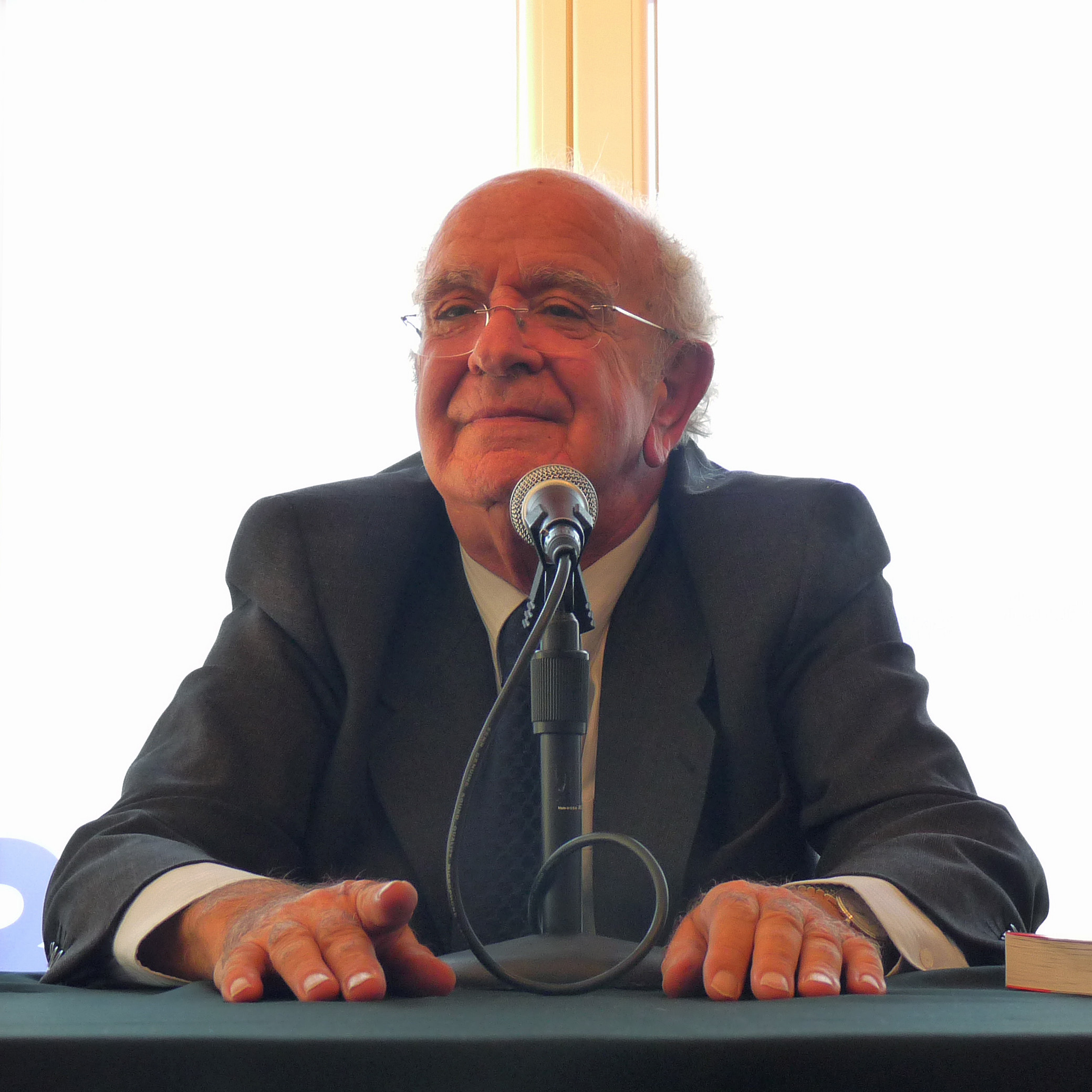
Aldo Naouri (Strasbourg, 2011)

Un collectif composé notamment de philosophes et de personnalités du monde médical (dont certains ont également pris la parole individuellement et sont à ce titre cités plus bas) signe une tribune dans le journal le Monde contre le projet de loi, au motif que l'homoparentalité nie le fait que « toutes les filiations du monde reposent sur la pensée de la naissance à partir d'un couple sexué permettant à l'enfant d'accréditer une origine raisonnable quel que soit son mode de procréation (naturelle, adoptive, procréatique) ».
Le pédiatre Aldo Naouri, auteur de nombreux ouvrages sur l'enfance, se déclare « défavorable à l’homoparentalité » pour avoir « constaté que l’enfant souffre aujourd’hui d’un statut d’objet de consommation » et parce qu'« autoriser l’adoption à des couples dont la sexualité a tourné le dos à la procréation accentuerait ce statut ». Considérant que « l'adoption par ces couples relève de l'expérimentation sur le vivant », il estime que le mariage entre personnes de même sexe, dans une perspective anthropologique, pose des « problèmes insurmontables ». Parmi les personnes auditionnées à l'Assemblée nationale, Pierre Lévy-Soussan, pédopsychiatre et psychanalyste, également vice-président du Conseil national pour l'accès aux origines personnelles et chargé de cours à l’Université Paris-Diderot, le psychanalyste Jean-Pierre Winter, et le psychiatre Christian Flavigny sont opposés au projet. Jacques Testart, chercheur et père médical du premier bébé éprouvette français, considérant que mariage homosexuel et la procréation médicalement assistée sont indissociables, estime que « la PMA est justifiée quand il s'agit de femmes stériles » mais affirme qu'il « résiste à la perspective de la PMA pour les homosexuels »,.
Chantal Delsol considère que « bouleverser la filiation consiste à défaire la société » et récuse l’argumentation de Christiane Taubira selon laquelle il s'agit d'une « réforme de civilisation », y voyant plutôt une « pantalonnade d’anarchistes ». Sylviane Agacinski qui s'était déjà exprimée sur la question bien des années avant la rédaction du projet de loi Mariage pour tous, estime que la question du mariage homosexuel est indissociable de la question de l’homoparentalité sur lequel elle est réservée. Elle pose notamment la question de « savoir si l'institution du mariage et de la filiation doit continuer à inscrire chacun dans l'ordre d'une humanité elle-même sexuée, ou bien si l'on veut briser ce modèle dans lequel s'articulent la génération, la différence des sexes et celle des générations ». Pour Yves Charles Zarka, c'est l'avenir de la société et plus généralement l'avenir « des sociétés démocratiques » qui est engagé au motif que « celles-ci ne sont plus des sociétés d'individus qui ont des liens objectifs mais des sociétés d'individus repliés sur eux-mêmes, qui se définissent uniquement par leurs désirs individuels divers, mobiles et inconstants, et qui vivent ce qui résiste à leurs désirs comme des contraintes extérieures insupportables ». Pour ce philosophe convaincu que le projet de loi sera suivi indubitablement par la légalisation de la PMA et de la GPA pour les couples de même sexe, la société se dirige vers « une déréalisation complète du mariage » en ramenant celui-ci uniquement à une dimension subjective, évolutive et fragile, celle de l'amour.
Le sociologue Philippe d'Iribarne, directeur de recherche au CNRS, estime que le débat sur le mariage homosexuel est très simplifié par un manichéisme intellectuel censé opposer les « artisans du progrès » aux « forces obscures de la réaction ». Il conteste par ailleurs l'usage de l'expression "mariage pour tous" puisque le projet de loi ne concerne que la catégorie traditionnelle du couple et interdit à des groupes de citoyens, formés de plusieurs hommes et/ou de femmes, de se choisir librement.
L'Académie des sciences morales et politiques rend public le 21 janvier 2013 un avis afin d'« appeler l'attention des pouvoirs publics sur les graves questions que soulève le projet de loi ouvrant le mariage aux couples de même sexe ». Selon elle, « le projet de loi tend à promouvoir un droit à l'enfant qui fait passer celui-ci de sujet à objet de droit. Il conduit à nier la différence biologique entre les sexes pour lui substituer un droit à l'orientation sexuelle de chacun ». Elle pense qu'« il est temps encore de substituer un débat serein et approfondi » aux « soutiens enthousiastes » et aux « oppositions affirmées ».

#### Critiques
Au-delà des controverses sur la signification et les effets de l'ouverture du mariage aux personnes de même sexe, une discussion s'est ouverte notamment dans les disciplines juridique et psychologique, dans lesquelles des auteurs ont pris la parole autour du mot d'ordre « Juristes, psys : taisons-nous ! »,, sur la possibilité et la légitimité d'une opposition savante au mariage homosexuel.
En réponse à la lettre ouverte des 170 juristes, quatre enseignants-chercheurs de l'Université Paris Ouest Nanterre La Défense (Éric Millard, Pierre Brunet, Stéphanie Hennette-Vauchez et Véronique Champeil-Desplats) procèdent à une remise en cause théorique et épistémologique de l'opposition exprimée par leurs collègues à qui ils reprochent de n'avancer aucun argument juridique. Selon les auteurs nanterrois, ni la nature du savoir juridique, ni l'état du droit positif n'autorisent les juristes à prendre position « en tant que juristes » et « au nom du droit » sur « « l'admissibilité juridique » » de l'ouverture du mariage aux personnes de même sexe. Éric Millard, Pierre Brunet, Stéphanie Hennette-Vauchez et Véronique Champeil-Desplats dénoncent ainsi les « méthodes fallacieuses » de leurs collègues, qui mettent en avant leur qualité de juristes savants pour « faire profession […] de moraliste ».
En réponse aux différents psychanalystes ayant exprimé leur opposition au contenu de la loi ouvrant le mariage aux personnes de même sexe, la psychanalyste Sylvie Faure-Pragier rédige une tribune publiée dans le journal Le Monde estimant en effet que ses collègues ne peuvent se prévaloir de l'empirie pour porter les jugements qu'ils portent. Elle indique : « Sans une expérience clinique réelle, les psychanalystes ne peuvent se substituer ni à l'opinion publique ni au législateur ». Ainsi invite-t-elle l'ensemble de sa profession à « [se] tai[re] » sur le sujet.

### Personnalités médiatiques
Des journalistes et écrivains ont déclaré leur opposition au projet de loi, tels Dominique Jamet, Robert Ménard, Ivan Rioufol, Jean Sévillia, Éric Zemmour[source insuffisante].
L'académicien Jean d'Ormesson est opposé au mariage homosexuel car, selon lui, « ouvrir le mariage aux homosexuels, c’est nécessairement leur ouvrir un droit à l’adoption ». Il pense que « le débat sur le mariage homosexuel n’est pas une question de morale mais une question de grammaire car l'expression “le mariage pour tous” est une “formule absurde” ».
En juillet 2013, l'humoriste controversé Dieudonné et le terroriste Carlos sont les témoins du mariage des tueurs Alfredo Stranieri et Germain Gaiffe à la maison centrale de Poissy. Libération commente à cette occasion : « peu probable que cela soit un mariage d'amour, mais plutôt une nouvelle provocation de l'ancien humoriste, organisée avec quelques camarades ». Dieudonné déclare quant à lui que « la loi sur le mariage pour tous a ouvert la porte au grand n’importe quoi » et que « les deux nouveaux mariés envisagent d'adopter un co-détenu »,.

### Conseil d'administration de la CNAF
Le 18 octobre 2012, le conseil d'administration de la caisse nationale des allocations familiales, consulté pour avis, se prononce contre le projet de loi (par 11 voix contre, 8 pour, 12 « [n'ayant] pas pris part au vote ») en raison de la procédure d'urgence utilisée pour la consultation; certains membres citent également « une remise en cause de la famille »,

### Associations
Henri Joyeux, président de Familles de France et membre de la délégation aux droits des femmes et à l'égalité au Conseil économique, social et environnemental, pose la question de la place des enfants, dans le débat autour du projet de loi ouvrant le mariage et l'adoption aux couples de même sexe, et estime qu' « au nom d'un progressisme utopique et ringard pour aller dans le sens des désirs d'adultes en mal d'affection, on se sert des enfants ».
En juillet 2013, vingt magistrats de l'Association professionnelle des magistrats représentés par Jean-Paul Garraud publient une tribune s'opposant au mariage homosexuel et commentant la condamnation de Nicolas Bernard-Buss, un jeune opposant, à la suite d'une manifestation. Leur avis est contesté par un billet de Maître Eolas,.

### Situation contemporaine
Durant l'été 2023, alors que le mariage pour tous est désormais bien accepté chez les catholiques français selon La Croix, et que de nombreuses personnalités politiques et médiatiques ont fait évoluer leur position sur le sujet, le journal Le Monde met l'accent, à l'occasion des Journées mondiales de la Jeunesse au Portugal, sur le fait que certains jeunes catholiques, majoritairement d'obédience traditionaliste, restent opposés aux récentes réformes sociétales, contrairement à leurs aînés qui ont accepté ces avancées sociétales.

## Réactions à l'étranger

### Québec
Les manifestations contre le mariage pour tous ont suscité plusieurs réactions au Québec, où l'union civile et les nouvelles règles de filiation ont été instituées en 2002, le Canada ayant légalisé le mariage entre personnes de même sexe en 2005. Dans La Presse, la chroniqueuse Marie-Claude Lortie, commente : « Ce pays serait-il si différent, si davantage traditionnel, voire réactionnaire, que l'image qu'on s'en fait ? ». Devant l'Agence France-Presse, le premier ministre Jean-Marc Ayrault rapporte avoir été interpellé par le président de l'Assemblée nationale du Québec, ironisant sur la longueur des débats pour un sujet adopté sans grandes vagues depuis plusieurs années au Québec.
Pour le président du Conseil québécois des lesbiennes, gays, bisexuels et transgenres (LGBT), s'il existe des points communs entre le débat en France et celui ayant eu lieu au Québec, la dissemblance majeure tient à « la violence et l'agressivité avec lesquelles les deux clans s'affrontent dans l'espace public ». Il attribue cela à un débat trop long sur la place publique, contrairement à la situation du Québec où le débat avait été « circonscrit » grâce à un passage rapide en commission parlementaire.

### Pologne
À l'initiative de l'archevêque de Varsovie, Mgr Kazimierz Nycz, 10 000 Polonais (selon les organisateurs) ont manifesté à Varsovie le 26 mai 2013 en soutien aux opposants français. Organisées pour la huitième fois, des marches pour la famille ont réuni des milliers de personnes dans une centaine de villes à travers la Pologne notamment à Poznań, Cracovie et Lublin.